# 妖怪ウォッチ (アニメ)
『妖怪ウォッチ』（ようかいウォッチ）は、レベルファイブより発売されているゲームソフト『妖怪ウォッチ』シリーズを原作とする日本のテレビアニメ。

## 概要

### 番組構成
テレビ東京系列にて2014年1月8日（水曜日）より放送が始まり、テレビ東京系列では3ヶ月後の同年4月4日（金曜日）より金曜18時台に移動する。ナレーションは第76話まで京田尚子が担当し、第77話以降はウィスパー役の関智一が担当する。
レベルファイブの先行メディアミックス作品と同様、内容は原作ゲームとリンクしながらも、アニメでは主に小学生の普遍的な日常を舞台としたコメディ色が濃厚なギャグアニメとなっている。制作にあたり、レベルファイブ代表取締役・日野晃博は「“物語を見せる”番組ではなく、“コント番組”に」というコンセプトを重視し「『ドラえもん』のように、毎回毎回、ひとつの状況からお話を発生させるようなもので、かつ、いつ見ても楽しいもの。続きものというより、一話完結のコントバラエティにするのがいいだろう、と考えたんです」と語っている。一方、内容は子供向けだけでなく、あえて大人にしか分からないパロディや時にはブラックジョークも入れ、世代を超えたコミュニケーションのきっかけとなることをも狙いとしている。アニメが先行し、後に原作ゲームに取り入れられた設定やキャラクターもある。
本編は、基本的に三本立てで構成されている。第1話 - 第76話の内容は、ケータを主人公とする「ケータ＆ジバニャン&ウィスパー編」と、ジバニャンやコマさん兄弟などレギュラー妖怪を主人公とする「番外編（ミニシリーズ）」の2種類が基本構成であった。第77話以後は「セカンドシーズン的展開」として、上記の内容に加え「イナホ&USAピョン編」を入れた3種類が基本構成になる。
各編の特徴と主なシリーズ
ケータ&ジバニャン＆ウィスパー編（本編）
「妖怪○○」という風に、登場する妖怪の名前がサブタイトルとなることが多い。基本的に各回1体は新妖怪が登場するが、既に登場した妖怪をメインにした話や、中には妖怪が1体も登場しない話もある。この編ではサブタイトルの読み上げはなく、冒頭に出てくる絵巻にて表示されるのみとなっている。
ケータが主役のシリーズとして「給食のグルメ」「妖怪むかし話」がある。
イナホ&USAピョン編
イナホとUSAピョンによる妖怪の観察や妖怪探偵団の活動を主軸としている。イナホによる妖怪の召喚はほとんどなく「妖怪大辞典」の代わりに「妖怪ミステリーファイル」を所持している。
イナホが主役のシリーズとして「イナホとUSAピョンのロケットチビチビクミタテール」「イナウサ不思議探偵社」「魔の5年1組」「イナホのカンガエルーひと」「激写!不思議マガジン『ヌー』」「イナウサ妖怪ミステリーファイル」がある。
番外編（ミニシリーズ）
ケータやイナホ以外のキャラクターを主人公にした連続式のショートドラマシリーズ。ここでは「太陽にほえるズラ!」「妖怪三国志」「黒い妖怪ウォッチ」「バスターズトレジャー」など、既存のドラマ・アニメ・映画作品などのパロディや、本編とは異なる世界観を舞台にしたシリーズもある。
シリーズとして「じんめん犬」「コマさん」「3年Y組ニャンパチ先生」「ざしきわらし」「アンドロイド山田」「妖怪新シリーズ会議」などがある。
2014年5月28日から、DVDレンタルが開始された。発売元は小学館と株式会社KADOKAWA メディアファクトリー、販売元は株式会社KADOKAWA メディアファクトリーである。この体制は『ダンボール戦機』シリーズから継続。
2018年3月30日放送（214話）をもって終了し、同年4月13日から2019年3月29日まで同時間枠でシリーズ第2作『妖怪ウォッチ シャドウサイド』を放送。2019年4月5日より再び現代のケータたちをメインに据えたシリーズ第3作『妖怪ウォッチ!』を放送。

### ジャンクション・アバンタイトル
『イナズマイレブン』&『ダンボール戦機』シリーズ時代に行われた双方キャラクターによる受け渡しが廃止された代わりに、「ジバニャンを探せ!」が『イナズマイレブンGO ギャラクシー』前のミニコーナーとして告知、『GO』本編のどこかにジバニャンが隠れているというものである（前番組の『アニ×アニ!』で実施した「でんぢゃらすじーさんを探せ!」にあたる）。なお、BSジャパンでは地上波の編成に準拠せず『GO』→『妖怪』のままで放送されているため、エンディング後の妖怪探し（4分割の中に隠れている妖怪を探すミニコーナー）も含めて、その告知がカットされている（隠れているジバニャンのシーンはそのまま放送）。
2014年6月までジバニャンのアップと共に「妖怪ウォッチを見るときは部屋を明るくして近づきすぎないようにするニャン」と画面中央に表示するシーンが放送開始時にあったが、それ以降はアバンタイトルで「妖怪ウォッチを見るときは、部屋を明るくしてテレビから離れて見よう!」というテロップが画面下に表示されるようになった。

### 再放送
テレビ東京系列6局では再放送番組として以下の2つが放送されていた。
- 2014年10月 - 2015年3月：『妖怪ウォッチ ベストセレクションだニャン!』として、過去に放送されたエピソードを放送
- 2015年10月 - 2016年3月：『妖怪ウォッチ もんげーセレクションズラ!』として、以下の内容で放送。
  - 過去に放送されたエピソードを、毎週テーマを決めて放送（例：2015年10月10日のロボニャン（およびF型）初登場回特集、同年10月24日の新ウォッチ初登場回特集、最終回である2016年3月26日の「大金持ちな同居人」と題したヒキコウモリ特集など）。時間が数分空く場合、ミニコーナー（「コマさん」、「さすらいのオロチ」、「イナホとUSAピョンのロケットチビチビクミタテール」、「太陽にほえるズラ!」）再放送を挿入し、後述するコーナーに繋げる場合がある。
  - 番組の最後に、この番組のために新たに収録されたコマさん兄弟（の着ぐるみ）によるロケ企画「コマさんぽ」を放送。タイトルこそ「さんぽ」とついているが、実際に散歩を行ったのは放送8回目（2015年11月21日）が初めて。主に、当番組の番組制作やグッズ制作などに関わっている企業を訪問するなど、妖怪ウォッチに関連した各種宣伝が中心の内容であった。2015年11月は、後述する映画第2作に出演するゲスト声優のインタビューも「コマさんぽ」として放送した。ここでのコマさん兄弟は、本編での設定（常識などに欠けるコマさんに対し、コマじろうがフォロー）に加え、コマさんがあらゆる場面で椎茸（稀に海苔など他の乾物類）を推すという設定が加わっている。

上記の他にテレビ大阪ローカルで『妖怪ウォッチ アンコール』が放送されている。また、テレビ静岡などでも再放送が実施された。公式YouTubeチャンネル『妖Tube』等でも配信されている。

## 登場キャラクター

### 人間
ケータ / 天野 景太（あまの けいた）
声 - 戸松遥
本作の主人公。さくらニュータウンに住む、11歳の小学5年生。さくら第一小学校5年2組の児童。ウィスパーと出会い妖怪ウォッチを手にしたことで、不思議な妖怪世界を体験することになる。
特に劣っている点も優れている点も持たず、あらゆる面において能力は平均的であり、自分が凡庸であることを気にしている。フミちゃんに好意を抱いているが、なかなか気づいてもらえない。
フミちゃん / 木霊 文花（こだま ふみか）
声 - 遠藤綾
本作のヒロイン。ケータのクラスメイト。
学業成績の優秀な才女であり、可愛いと言われる容姿と寛大な心を持つ。妖怪は見えていないが多少の霊感はあり、頻繁に妖怪に取り憑かれる。
クマ / 熊島 五郎太（くましま ごろうた）
声 - 奈良徹、宮澤正（6話）
ケータのクラスメイト。団々坂に住んでいる。
体格の大きいガキ大将であるが、気は寛しくて力持ち、単純で涙脆い性格。
カンチ / 今田 干治（いまだ かんち）
声 - 佐藤智恵
ケータのクラスメイト。家はお金持ちのお坊ちゃまであるが、寛大な性格で、メカに強い。ヘッドフォンと緑のコートを着用している。
フミちゃんと同じく頻繁に妖怪に取り憑かれるが、素直になる「砂夫」や、強運になる「ぜっこう蝶」のような、良い能力を持つ妖怪に取り憑かれやすい。
イナホ / 未空 イナホ（みそら イナホ）
声 - 悠木碧
第77話（2ndシーズン）から登場する、本作のもう一人の主人公。さくら第一小学校5年1組の児童。丸い眼鏡がトレードマークの全方位オタク系女子。口癖は「ちわっち!」。マイペースな性格でアニメ・漫画・SFが大好き。USAピョンと出会い妖怪ウォッチを手にする。「イナウサ不思議探偵社」として、妖怪からの依頼で探偵調査も行う。

### 妖怪
ウィスパー
声 - 関智一
「妖怪執事」と自称するニョロロン族の妖怪。190年前、正義を気取った僧により悪者とされ“妖怪ガシャ”の中に封印された。一人称は「わたくし」、口癖は「うぃす」。
白い火の玉のような風貌をしており、ケータに妖怪ウォッチを渡して妖怪世界へと導いた。「妖怪執事」とはいうものの、妖怪のことに関しては疎く、いつも手元の妖怪Padを見てカンニングをしている。本名は「妖怪シッタカブリ」。
ジバニャン
声 - 小桜エツコ
プリチー族の妖怪。トラックに轢かれて死んだ猫が交差点で地縛霊となった。一人称は「オレっち」、口癖は「〜ニャン」。
怠け者で面倒臭がり屋。ケータと出会って以来、ウィスパーと共にケータの家に居候している。生前の名前は「アカマル」、元の飼い主はエミちゃん。
チョコボーとアイドルユニット「ニャーKB」をこよなく愛する。
コマさん
声 - 遠藤綾
プリチー族の妖怪。コマじろうの兄。田舎にあった神社の狛犬が妖怪となった。一人称は「オラ」、口癖は「〜ズラ」「もんげー」。
世間知らずだが心優しく純朴な性格。ソフトクリームが好物。
コマじろう
声 - 遠藤綾
プリチー族の妖怪。コマさんの弟。コマさんを追って都会に来た。コマさんよりはしっかり者で都会に馴染んでいる。
喋り方は基本的にコマさんと一緒である。牛乳が好物。
USAピョン（うさピョン）
声 - 重本ことり
第77話（2ndシーズン）から登場する、ウスラカゲ族のメリケン妖怪。元はフェレット系の小動物だったがウサギと宇宙飛行士の服装を合わせたような風貌をしている。一人称は「ミー」、二人称は「ユー」、口癖は「〜ダニ」。
イナホに妖怪ウォッチを渡し相棒となる。キレると「ベイダーモード」になり光線銃を乱射する短気な性格だが寂しがり屋。生前は初めて宇宙に行く小動物になるはずだったが、実験中に事故死し妖怪となり、現在に至る。

## スタッフ
- クリエイティブプロデューサー・企画・シナリオ原案[注 5] - 日野晃博
- 原作 - レベルファイブ
- 掲載 - 月刊コロコロコミック
- 妖怪&キャラクターデザイン原案 - 長野拓造、田中美穂
- 企画設定協力 - 本村健
- シリーズ構成 - 加藤陽一
- キャラクターデザイン - 須田正己（第1話 - 第76話）、山田俊也（第22話 - 第214話）
- 総作画監督 - 山田俊也（第1話 - 第214話）、武内啓（第22話 - 第214話）
- 副監督 - 北條史也（第102話 - 第214話）
- 美術監督 - 釘貫彩、小濱俊裕（第1話 - 第101話）（美峰）
- 色彩設計 - 角野江美
- 撮影監督 - 山道奈保美
- 編集 - 小野寺絵美（ジェイ・フィルム）
- 音楽 - 西郷憲一郎
- 音響監督 - 三間雅文（第1話 - 第163話）→はたしょう二（第164話 - 第214話）
- 音楽協力 - テレビ東京ミュージック
- アニメーションプロデューサー[注 6] - 井上たかし
- アニメーション制作 - OLM TEAM INOUE
- スーパーバイザー - 奥野敏聡、久保雅一、佐上靖之、川崎由紀夫、梶原清文
- アドバイザー - 村上孝雄、和田誠
- プロデューサー - 紅谷佳和（テレビ東京）、梶原清文（第1話 - 第114話）→武石周人（第115話 - 第129話）→李尚鎭（第130話 - 第214話）
- プログラムマネージャー - 山川典夫（テレビ東京）、丸茂礼（テレビ東京、第102話 - 第214話）
- 監督 - ウシロシンジ[注 7]
- 製作 - テレビ東京、電通、OLM

### 各話スタッフ
- 美術設定 - 青木薫（第1話 - 第214話）、金城沙綾（第77話 - 第178話）
- 撮影監修 - 柚木脇達己
- 音響制作 - テクノサウンド→サウンドチーム・ドンファン
- 効果 - 三井友和
- 制作デスク - 河北学（第1話 - 第76話、第102話 - 第158話）、田村高広（第77話 - 第101話）、久米村誠（第159話 - 第214話）
- 制作スタッフ[注 8] - 北原健太郎（第28話 - 第30話）→北村翔太郎（第102話 - 第163話）→引田崇人（第164話 - 第214話）
- 『黒い妖怪ウォッチ』妖怪&キャラクターデザイン原案 - 逢香（第156話、第158話 - 第163話）

## 主題歌

### オープニングテーマ
一貫して、同アニメのために結成されたキング・クリームソーダ(#1 - #201)→キング・クリームソーダ.(#202 - #214)が担当している。
「ゲラゲラポーのうた」（#1 - #36、#51）
作詞 - Motsu / 作曲・編曲 - 菊谷知樹
第12話・第25話・第36話・第51話はジバニャン、ウィスパー、ケータたちもサビ部分を歌唱している。なおかつ、第51話のオープニングは一部が正月バージョンに差し替えられている。
「祭り囃子でゲラゲラポー」（#37 - #62・奇数話〈#52以降は偶数話〉）（『妖怪ウォッチ2 元祖』のオープニングテーマ）
作詞 - Motsu / 作曲・編曲 - 菊谷知樹
「初恋峠でゲラゲラポー」（#38 - #61・偶数話〈#53以降は奇数話〉）（『妖怪ウォッチ2 本家』のオープニングテーマ）
作詞 - Motsu / 作曲・編曲 - 菊谷知樹
「妖怪軍師 ウィスベェのテーマ」（#47）
作曲・編曲 - 西郷憲一郎
NHK大河ドラマ風のオープニング曲。オープニングアニメーション制作はレベルファイブ。
「ゲラッポ・ダンストレイン」（#63 - #76）（『妖怪ウォッチ2 真打』のオープニングテーマ）
作詞 - Motsu / 作曲・編曲 - 菊谷知樹
曲の中盤で過去の映像が流れるシーンがある。
「人生ドラマチック」（#77 - #101）
作詞 - Motsu / 作曲・編曲 - 菊谷知樹
「照國神社の熊手」（#102 - #129）
作詞 - Motsu & 高木貴司 / 作曲・編曲 - 菊谷知樹、FRAME
「ゆーがらお友達」（#130 - #150）（『妖怪ウォッチ3 スシ』のオープニングテーマ）
作詞 - Motsu & 高木貴司 / 作曲・編曲 - 菊谷知樹、FRAME
「ばんざい!愛全開!」（#151 - #178）（『妖怪ウォッチ3 スキヤキ』のオープニングテーマ）
作詞 - つんく♂ / ラップ歌詞 - Motsu / 作曲 - はたけ / 編曲 - 菊谷知樹
「ゴールド…なんちゃって!」（#179 - #201）
作詞 - Motsu & 高木貴司 / 作曲・編曲 - 菊谷知樹
「タイムマシーンをちょうだい」（#202 - #214）（『妖怪ウォッチバスターズ2 秘宝伝説バンバラヤー マグナム』のオープニングテーマ）
作詞 - Motsu & 高木貴司 / 作曲・編曲 - 菊谷知樹 / 楽曲コーディネート - 高木貴司
「ゲラッポ・ダンストレイン」と同じく過去の映像が流れるシーンがある。

### エンディングテーマ
アニメーションは「アイドルはウーニャニャの件」「ふるさとジャポン」「ああ情熱のバンバラヤー」を除いて、CGアニメーションになっている。
「ようかい体操第一」（#1 - #24）
作詞 - ラッキィ池田 & 高木貴司 / 作曲 - 菊谷知樹 / 編曲 - 日比野裕史 / 歌 - Dream5
『妖怪ウォッチ もんげーセレクションズラ!』でも、2016年2月・3月にエンディングテーマとして使用。
「ダン・ダン ドゥビ・ズバー!」（#25 - 47、#50）（『妖怪ウォッチ2 元祖&本家』のエンディングテーマ）
作詞 - Motsu & 高木貴司 / 作曲・編曲 - 菊谷知樹 / 歌 - Dream5+ブリー隊長（声 - Motsu）
エンディングアニメーション制作はレベルファイブ。
『妖怪ウォッチ もんげーセレクションズラ!』でも、2015年12月・2016年1月にエンディングテーマとして使用。
「ゲラゲラポー走曲」（#48・#49、テレビ東京系列・テレビ放映版のみ）（『映画 妖怪ウォッチ 誕生の秘密だニャン!』のエンディングテーマ）
作詞 - Motsu & ラッキィ池田 & 高木貴司 / 作曲・編曲 - 菊谷知樹 / 歌 - ようかいキング・ドリームソーダ（ラッキィ池田、キング・クリームソーダ、Dream5）
「アイドルはウーニャニャの件」（#51 - #67）
作詞・音楽プロデューサー - 秋元康 / 作曲・編曲 - 菊谷知樹 / 楽曲プロデューサー - タ・かぎたかし（高木貴司） / 歌 - ニャーKB with ツチノコパンダ
第55話以降は映像が変更された。
「ようかい体操第二」（#68 - #76）
作詞 - ラッキィ池田 & 高木貴司 / 作曲・編曲 - 菊谷知樹 / 歌 - Dream5
第74話以降はロボニャンがロボニャンF型になっている。
『妖怪ウォッチ もんげーセレクションズラ!』でも、2015年10月・11月にエンディングテーマとして使用。
「宇宙ダンス!」（#77 - #101）（『妖怪ウォッチバスターズ』のエンディングテーマ）
作詞・音楽プロデューサー - 高木貴司 / 作曲・編曲 - 菊谷知樹 / 歌 - コトリ with ステッチバード
「地球人」（#102 - #129）
作詞・音楽プロデューサー - 高木貴司 / 作曲・編曲 - 菊谷知樹 / 歌 - コトリ with ステッチバード
「ふるさとジャポン」（#130 - #150）（『妖怪ウォッチ3 スシ&テンプラ』のエンディングテーマ）
作詞・音楽プロデューサー - 高木貴司 / 作曲・編曲 - 菊谷知樹 / 歌 - LinQ
「トレジャー」（#151 - #178）（『妖怪ウォッチ3 スキヤキ』のエンディングテーマ）
作詞・楽曲プロデューサー - 高木貴司 / 作曲・編曲 - 菊谷知樹 / 歌 - LinQ
「ハロ・クリダンス」（#179 - #201）
作詞 - ラッキィ池田 & 高木貴司 / 作曲・編曲 - 菊谷知樹 / 歌 - 妖ベックス連合軍
第195話以降は映像がクリスマス仕様に変更された。
「ああ情熱のバンバラヤー」（#202 - #214）（『妖怪ウォッチバスターズ2 秘宝伝説バンバラヤー』のエンディングテーマ）
作詞・楽曲プロデューサー - 高木貴司 / 作曲・編曲 - 菊谷知樹 / 歌 - LinQ

## 各話リスト

### 1stシーズン
| 話数 | サブタイトル | 放送日        | 脚本       | 絵コンテ                           | 演出                | 作画監督                   | きょうの妖怪大辞典 （太字は特に紹介された妖怪） | 収録DVD |
| ---- | --- | ------------- | ---------- | ---------------------------------- | ------------------- | -------------------------- | ----------------------------------------------- | ------- |
| 1    | 妖怪がいる!恐怖の交差点 | 2014年 1月8日 | 加藤陽一   | ウシロシンジ                       | 駒屋健一郎          | 松坂定俊                   | ドンヨリーヌ ホノボーノ ジバニャン              | VOL.1   |
| 2    | 超有名なアイツなんでそれ言っちゃうの!?フミちゃんの憂鬱 | 1月15日       | 加藤陽一   | 駒屋健一郎                         | 矢野孝典            | 齋藤香 山崎愛              | ノガッパ バクロ婆                               | VOL.1   |
| 3    | レアなアイツ妖怪 じんめん犬てめーもグレるりん!じんめん犬 Part 2 | 1月22日       | 加藤陽一   | 鎌仲史陽                           | 平向智子            | 寺澤伸介                   | じんめん犬 ツチノコ グレるりん                  | VOL.1   |
| 4    | 妖怪大辞典妖怪 ひも爺妖怪 わすれん帽じんめん犬 Part 3 | 1月29日       | 高橋ナツコ | 北條史也                           | 北條史也            | 早乙女啓 松坂定俊 齋藤香   | ひも爺 わすれん帽                               | VOL.1   |
| 5    | じんめん犬 Part 4妖怪 まぼ老師おはらいしよう! | 2月5日        | 加藤陽一   | 吉田りさこ                         | 内山まな            | アベ正己                   | まぼ老師                                        | VOL.1   |
| 6    | じんめん犬 Part 5妖怪 メラメライオン妖怪 ネガティブーン禁断のお泊まり会                                                                                               | 2月19日       | 高橋ナツコ | ウシロシンジ 駒屋健一郎            | 永居慎平            | 金子匡邦                   | メラメライオン ネガティブーン でんぱく小僧      | VOL.2   |
| 7    | じんめん犬 Part 6コマさんがきた!妖怪 認MEN | 2月26日       | 加藤陽一   | 鎌仲史陽                           | 高橋滋春            | 松坂定俊                   | コマさん                                        | VOL.2   |
| 8    | じんめん犬 Part 7妖怪 モレゾウ妖怪 ヒキコウモリ | 3月5日        | 山田由香   | 須藤典彦                           | 浜名孝行            | 寺澤伸介 齋藤香            | モレゾウ ヒキコウモリ                           | VOL.2   |
| 9    | コマさん 〜再会編〜（#1）妖怪 セミまるロボニャン始動! | 3月12日       | 加藤陽一   | 吉田徹 ウシロシンジ                | 矢野孝典            | 寺澤伸介                   | コマじろう セミまる ロボニャン                  | VOL.2   |
| 10   | コマさん 〜はじめての待ち合わせ編〜（#2）妖怪 トホホギスレジェンド妖怪! ブシニャン見参!                                                                               | 3月19日       | 高橋ナツコ | 吉田りさこ                         | 駒屋健一郎          | 北原章雄 森田実            | トホホギス ブシニャン                           | VOL.3   |
| 11   | コマさん 〜はじめての改札編〜（#3）妖怪 ムダヅカイ妖怪 ムリカベ予告! アイツが帰ってくる!                                                                              | 3月26日       | 山田由香   | 園田雅裕                           | 吉本毅              | 山崎愛 松坂定俊            | ムダヅカイ ムリカベ                             | VOL.3   |
| 12   | コマさん 〜はじめてのケータイ編〜（#4）妖怪 おならず者じんめん犬シーズン2 犬脱走 Episode 1                                                                            | 4月4日        | 加藤陽一   | 木村真一郎                         | 浜名孝行            | 松浦仁美 寺澤伸介          | おならず者                                      | VOL.3   |
| 13   | コマさん 〜はじめてのファストフード編〜（#5）妖怪 口だけおんな妖怪 ダンサーズ☆じんめん犬シーズン2 犬脱走 Episode 2                                                    | 4月11日       | 高橋ナツコ | 宮崎なぎさ                         | 川西泰二            | アベ正己 山内玲奈          | 口だけおんな 妖怪ダンサーズ                     | VOL.3   |
| 14   | コマさん 〜はじめてのタワー編〜（#6）妖怪しゃれこ婦人と妖怪ジミーじんめん犬シーズン2 犬脱走 Episode 3                                                                 | 4月18日       | 山田由香   | 北條史也                           | 北條史也            | 齋藤香 松坂定俊            | ジミー しゃれこ婦人                             | VOL.4   |
| 15   | コマさん 〜はじめての夜遊び編〜（#7）妖怪 のぼせトンマン妖怪 ナガバナじんめん犬シーズン2 犬脱走 Episode 4                                                             | 4月25日       | 大知慶一郎 | もりやまゆうじ                     | 岩田義彦            | 吉田巧介 山田真也          | ナガバナ                                        | VOL.4   |
| 16   | ゴールデンウィークは妖怪がいっぱい!コマさん 〜オラのカッコいい兄ちゃん編〜（#8）じんめん犬シーズン2 犬脱走 Episode 5                                                  | 5月2日        | 加藤陽一   | 須藤典彦                           | 柳瀬雄之            | 藤田正幸 日高真由美        | アゲアゲハ 雨ふらし うんがい鏡                  | VOL.4   |
| 17   | 田舎者はバラ色に Episode 1妖怪 すねスネーク妖怪 はらおドリじんめん犬シーズン2 犬脱走 Episode 6                                                                        | 5月9日        | 高橋ナツコ | 木村真一郎                         | 泉保良輔            | 阿部千秋                   | すねスネーク はらおドリ                         | VOL.4   |
| 18   | キュウビのキュンキュン大作戦 〜出会い編〜鬼時間田舎者はバラ色に Episode 2                                                                                             | 5月16日       | 山田由香   | 高橋滋春                           | 高橋滋春            | 寺澤伸介 齋藤香            | キュウビ                                        | VOL.5   |
| 19   | 田舎者はバラ色に Episode 3妖怪 バクキュウビのキュンキュン大作戦 〜遊園地編〜                                                                                          | 5月23日       | 大知慶一郎 | 須藤典彦                           | 駒屋健一郎          | 森田実                     | バク                                            | VOL.5   |
| 20   | レジェンド妖怪! イケメン犬!田舎者はバラ色に Episode 4 | 5月30日       | 加藤陽一   | 矢野博之                           | 吉本毅              | 松坂定俊                   | イケメン犬                                      | VOL.5   |
| 21   | 妖怪 つづかな僧妖怪 フゥミン恋とポエムとコーヒーと 1杯目 | 6月6日        | 山田由香   | 浜名孝行                           | 浜名孝行            | 松浦仁美 寺澤伸介          | フゥミン つづかな僧                             | VOL.5   |
| 22   | 恋とポエムとコーヒーと 2杯目妖怪 かぜカモ肩がこるってどんな感じ? | 6月13日       | 高橋ナツコ | 鎌仲史陽 宮崎なぎさ                | 川西泰二            | アベ正己 山内玲奈          | かぜカモ イガイガグリ かたのり小僧&かたのり親方 | VOL.6   |
| 23   | 恋とポエムとコーヒーと 3杯目妖怪 つまみぐいのすけ妖怪 からくりベンケイ                                                                                                | 6月20日       | 大知慶一郎 | 吉田徹 北條史也                    | 岩田義彦            | 大沢美奈                   | つまみぐいのすけ からくりベンケイ               | VOL.6   |
| 24   | 恋とポエムとコーヒーと 4杯目妖怪 ネクラマテングホンモノ登場! | 6月27日       | 加藤陽一   | 柳瀬雄之                           | 柳瀬雄之            | 藤田正幸 日高真由美        | ネクラマテング 天狗                             | VOL.6   |
| 25   | ジバニャンの秘密 | 7月4日        | 日野晃博   | ウシロシンジ 駒屋健一郎            | 矢野孝典            | 寺澤伸介 齋藤香            | -                                               | VOL.6   |
| 26   | 妖怪 さとりちゃん妖怪 ヨコドリ恋とポエムとコーヒーと（5杯目） | 7月11日       | 山田由香   | 矢野博之                           | 泉保良輔            | 阿部千秋                   | ヨコドリ さとりちゃん                           | VOL.7   |
| 27   | 新型妖怪ウォッチを手に入れろ正しい箱の開け方 | 7月18日       | 加藤陽一   | 吉田りさこ                         | 吉本毅              | 山崎愛                     | ジバニャン（Zメダル）                           | VOL.7   |
| 28   | 出たぞ古典妖怪!おはらいリターンズ古典妖怪ってすごいの? | 7月25日       | 大知慶一郎 | 木村真一郎                         | 駒屋健一郎          | 森田実                     | 一つ目小僧 から傘お化け ろくろ首                | VOL.7   |
| 29   | 太陽にほえるズラ! 第1話「人質」妖怪 あせっか鬼妖怪 さかさっ傘 | 8月1日        | 山田由香   | 吉田徹 吉本毅                      | 吉本毅              | 松坂定俊 齋藤香            | あせっか鬼 おにぎり侍 さかさっ傘                | VOL.7   |
| 30   | 太陽にほえるズラ! 第2話「誘拐」妖怪 ぶようじん坊妖怪 一旦ゴメン | 8月8日        | 加藤陽一   | 深沢幸司                           | 川西泰二            | アベ正己 山内玲奈          | ぶようじん坊 一旦ゴメン                         | VOL.8   |
| 31   | 妖怪西遊記 | 8月15日       | 高橋ナツコ | 高橋滋春                           | 寺澤伸介            | 松浦仁美 寺澤伸介          | ミスタームービーン                              | VOL.8   |
| 32   | 太陽にほえるズラ! 第3話「取り調べ室」妖怪 万尾獅子イケてる妖怪対決!                                                                                                   | 8月22日       | 高橋ナツコ | 岩田義彦                           | 岩田義彦            | 大沢美奈                   | 万尾獅子                                        | VOL.8   |
| 33   | 太陽にほえるズラ! 第4話「張り込み」妖怪 じがじぃさんホンモノはどっちだ!?                                                                                              | 8月29日       | 大知慶一郎 | 柳瀬雄之                           | 柳瀬雄之            | 藤田正幸 日高真由美        | じがじぃさん 河童                               | VOL.8   |
| 34   | 太陽にほえるズラ! 第5話「尾行」妖怪 ひとまか仙人妖怪 ぜっこう蝶 | 9月5日        | 山田由香   | 木村真一郎                         | 泉保良輔            | 阿部千秋                   | ひとまか仙人 ぜっこう蝶&ゼッコウ蝶              | VOL.9   |
| 35   | 太陽にほえるズラ! 第6話「SP」妖怪タイタニック妖怪 ねちがえる | 9月12日       | 大知慶一郎 | 矢野博之                           | 吉本毅              | 山崎愛                     | ねちがえる                                      | VOL.9   |
| 36   | 太陽にほえるズラ! 第7話「爆弾処理」妖怪 ブリー隊長妖怪 笑ウツボ | 9月19日       | 高橋ナツコ | 吉田徹 宮崎なぎさ                  | 駒屋健一郎 松山容子 | 武内啓 松坂定俊 寺澤伸介   | 笑ウツボ                                        | VOL.9   |
| 37   | 運動会は妖怪がいっぱい!太陽にほえるズラ! 最終話「殉職」給食のグルメ 予告                                                                                              | 9月26日       | 山田由香   | 榎本明広                           | 駒屋健一郎 松山容子 | 森田実                     | ドキ土器 ばくそく                               | VOL.9   |
| 38   | ぼくらの300円戦争カンペキ執事妖怪 セバスチャン給食のグルメ 第1話「カレーライス」                                                                                      | 10月3日       | 加藤陽一   | 吉本毅 鎌仲史陽                    | 吉本毅              | 寺澤伸介 齋藤香            | セバスチャン                                    | VOL.10  |
| 39   | 給食のグルメ 第2話「プリン」妖怪 U.S.O.妖怪 ネタバレリーナ | 10月10日      | 大知慶一郎 | 吉田りさこ 吉本毅                  | しぎのあきら        | アベ正己 山内玲奈          | U.S.O. ネタバレリーナ                           | VOL.10  |
| 40   | 妖怪・ベストテン妖怪 りもこんかくし給食のグルメ 第3話「揚げパン」 | 10月17日      | 山田由香   | 岩田義彦                           | 岩田義彦            | 熊谷勝弘 水村良男          | りもこんかくし                                  | VOL.10  |
| 41   | 給食のグルメ 第4話「唐揚げ」妖怪 キュン太郎妖怪 かりパックン | 10月24日      | 大知慶一郎 | 柳瀬雄之                           | 柳瀬雄之            | 藤田正幸 日高真由美        | キュン太郎 かりパックン                         | VOL.10  |
| 42   | ガブニャンハザード | 10月31日      | 高橋ナツコ | 及川啓                             | 矢野孝典            | 松坂定俊                   | ガブニャン                                      | VOL.11  |
| 43   | レンコン教授と不思議な館 | 11月7日       | 高橋ナツコ | 矢野博之                           | 泉保良輔            | 阿部千秋                   | 花さか爺                                        | VOL.11  |
| 44   | 3年Y組ニャンパチ先生 第一話 * 「やってきた熱血教師!」 * 「3年Y組の生徒たち!」 * 「学校へ行こう!」妖怪 モノマネキン妖怪 ハナホ人                                       | 11月14日      | 加藤陽一   | 吉本毅                             | 吉本毅              | 山崎愛 齋藤香              | モノマネキン                                    | VOL.11  |
| 45   | 3年Y組ニャンパチ先生 第二話 * 「大きな心」 * 「最近の子」 * 「問題児」風邪とともにトゲニャン妖怪 砂夫                                                                 | 11月21日      | 山田由香   | 木村真一郎                         | 駒屋健一郎 松山容子 | 加藤真人 川村裕哉 山内亜紀 | トゲニャン 砂夫                                 | VOL.11  |
| 46   | 3年Y組ニャンパチ先生 第三話 * 「学校のマドンナ ふぶき先生」 * 「ラブレター」 * 「ラブレター 二通目」 * 「腹を割って」妖怪 お金ナイダーレジェンド妖怪 うんちく魔       | 11月28日      | 鴻野貴光   | 吉本毅 榎本明広 駒屋健一郎         | 駒屋健一郎 松山容子 | 森田実                     | お金ナイダー うんちく魔                         | VOL.12  |
| 47   | 妖怪軍師 ウィスベェ | 12月12日      | 日野晃博   | 矢野博之                           | 吉本毅              | 松坂定俊                   | -                                               | VOL.12  |
| 48   | 3年Y組ニャンパチ先生 第四話 * 「期末テスト」 * 「期末テスト2」 * 「教育論」消えた妖怪パッド妖怪も通信簿!                                                              | 12月19日      | 加藤陽一   | 宮崎なぎさ しぎのあきら            | しぎのあきら        | アベ正己 山内玲奈          | ちからモチ                                      | VOL.12  |
| 49   | クリスマスは妖怪がいっぱい!今年のサンタはコマサンタ妖怪 サンタク老師                                                                                                  | 12月19日      | 大知慶一郎 | 清水聡                             | オジング            | 齋藤香 横山隆              | サンタク老師                                    | VOL.12  |
| 50   | 3年Y組ニャンパチ先生 第五話 * 「卒業」 * 「卒業の教育論」 * 「卒業2」天野家 大掃除の乱!さすらいのオロチ 第一幕「赤い最強妖怪」                                        | 12月26日      | 加藤陽一   | 岩田義彦 清水聡                    | 岩田義彦            | 熊谷勝弘 北山景子          | アライ魔将&かたづ家来 オロチ                    | VOL.13  |
| 51   | さすらいのオロチ 第二幕「恐怖のアジト」妖怪 ツチノコパンダ妖怪 ダラケ刀                                                                                               | 2015年 1月9日 | 高橋ナツコ | 吉田りさこ 柳瀬雄之                | 柳瀬雄之            | 藤田正幸 日高真由美        | ツチノコパンダ ダラケ刀                         | VOL.13  |
| 52   | さすらいのオロチ 第三幕「地獄の軍団」妖怪 雨女と晴れ男妖怪 つらがわり                                                                                                 | 1月16日       | 山田由香   | 泉保良輔 岩田義彦                  | 泉保良輔            | 阿部千秋                   | 雨女&晴れ男 つらがわり                          | VOL.13  |
| 53   | さすらいのオロチ 最終幕「絶望の真実」妖怪 だいだらぼっち | 1月23日       | 鴻野貴光   | 吉本毅 清水聡                      | 吉本毅              | 山崎愛                     | だいだらぼっち みちび鬼                         | VOL.13  |
| 54   | 妖怪むかし話 〜かぐや姫〜（#1）妖怪 ガシャどくろ妖怪 ふさふさん | 1月30日       | 大知慶一郎 | 木村真一郎                         | 駒屋健一郎          | 森田実                     | ふさふさん                                      | VOL.14  |
| 55   | 妖怪むかし話 〜桃太郎〜（#2）バレンタイン新時代 | 2月6日        | 加藤陽一   | 榎本明広 矢野博之                  | 荒井省吾            | 関本美穂 田内亜矢子        | -                                               | VOL.14  |
| 56   | 妖怪むかし話 〜ツルのおんがえし〜（#3）妖怪 うらやましろう妖怪 さむガリ                                                                                               | 2月13日       | 高橋ナツコ | 吉本毅 矢野博之 しぎのあきら       | しぎのあきら        | アベ正己 山内玲奈          | うらやましろう さむガリ                         | VOL.14  |
| 57   | 妖怪むかし話 〜浦島太郎〜（#4）妖怪 ボー坊妖怪 大後悔船長 | 2月20日       | 山田由香   | 榎本明広 矢野博之 柳瀬雄之         | 吉本毅              | 横山隆 齋藤香 元廣和恵     | ボー坊                                          | VOL.14  |
| 58   | 妖怪 泥ボックン妖怪 あかなめ結成! コマさん探検隊!（序章） | 2月27日       | 鴻野貴光   | 岩田義彦 清水聡                    | 岩田義彦            | 熊谷勝弘                   | 泥ボックン あかなめ                             | VOL.15  |
| 59   | 金妖スペシャル!コマさん探検隊!（#1） 古代恐竜の生き残りか!? ネス湖の伝説が今夜、そのベールを脱ぐ! 徹底捜索!『ネッシー』は実在した!妖怪 おでんじん妖怪 ぎしんあん鬼    | 3月6日        | 大知慶一郎 | 鎌仲史陽 柳瀬雄之                  | 柳瀬雄之            | 藤田正幸 日高真由美        | ぎしんあん鬼 おでんじん                         | VOL.15  |
| 60   | 金妖スペシャル!コマさん探検隊!（#2） 完全踏破恐怖のジャングル・アマゾン奥地3000キロ! 謎の原始超人『ダノタ・ツサンオ』は実在した!近頃のトイレの花子さん妖怪 しきるん蛇 | 3月13日       | 加藤陽一   | 泉保良輔                           | 泉保良輔            | 阿部千秋                   | 花子さん しきるん蛇                             | VOL.15  |
| 61   | 金妖スペシャル!コマさん探検隊!（#3） USA灼熱砂漠の果て!軍秘密基地エリア51! ドロメテウス星雲からの使者!『グレイ7号星人』を追え!妖怪 ガマンモス妖怪 TETSUYA             | 3月20日       | 山田由香   | 吉本毅 榎本明広                    | 吉本毅              | 山崎愛                     | ガマンモス TETSUYA                              | VOL.15  |
| 62   | 金妖スペシャル!コマさん探検隊!（#4） 緑の魔境・アマゾンの奥地へ! 伝説の半魚人『ギョッピアーラ』を追え!戦え!妖怪ウォッチバスターズ!妖怪 よつめ                         | 3月27日       | 高橋ナツコ | 矢野博之                           | 荒井省吾            | 田内亜矢子 関本美穂        | よつめ                                          | VOL.15  |
| 63   | 金妖スペシャル!コマさん探検隊!（#5） 史上最大の歴史ミステリー! 行く手を阻む謎の集団! 徹底捜索!『幕府埋蔵金』がいま その全貌を現す!妖怪エイプリルフール妖怪 なまはげ   | 4月3日        | 大知慶一郎 | しぎのあきら 駒屋健一郎 宮崎なぎさ | 駒屋健一郎          | 森田実                     | なまはげ                                        | VOL.16  |
| 64   | 金妖スペシャル!コマさん探検隊!（#6） 猛威のブリザード ヒマラヤ完全踏破の果てに、 伝説の雪男『イェ〜イティ』を見た!妖怪 アニ鬼妖怪 ばか頭巾                            | 4月10日       | 鴻野貴光   | しぎのあきら 清水聡                | しぎのあきら        | アベ正己 山内玲奈          | アニ鬼 ばか頭巾                                 | VOL.16  |
| 65   | 金妖スペシャル!コマさん探検隊! 最終回（#7） 来るか来るかとは思っていたが! やっぱり訪れた衝撃の結末! 『矢良瀬ディレクター』最後の日!伝説の牛乳ぞうきん                 | 4月17日       | 加藤陽一   | 村田峻治                           | 吉本毅              | 松坂定俊                   | へこ鬼神                                        | VOL.16  |
| 66   | 神経質なざしきわらし（#1）妖怪 わらえ姉犬時間 | 4月24日       | 山田由香   | 岩田義彦                           | 岩田義彦            | 大沢美奈                   | ざしきわらし わらえ姉                           | VOL.16  |
| 67   | ミリタリーなざしきわらし（#2）ご主人様はフミちゃん | 5月1日        | 高橋ナツコ | 矢野博之                           | 吉本毅              | 横山隆 齋藤香              | ゴルニャン 影オロチ                             | VOL.17  |
| 68   | どんな時も命がけのざしきわらし（#3）妖怪 魔ガサスにせケータあらわる!                                                                                                  | 5月8日        | 大知慶一郎 | 榎本明広 柳瀬雄之                  | 柳瀬雄之            | 藤田正幸 日高真由美        | 魔ガサス                                        | VOL.17  |
| 69   | 新人のざしきわらし（#4）妖怪 えこひい鬼妖怪 しわくちゃん | 5月15日       | 鴻野貴光   | 榎本明広 泉保良輔                  | 泉保良輔            | 阿部千秋                   | えこひい鬼 しわくちゃん 老いらん                | VOL.17  |
| 70   | 新人のざしきわらし 受験編（#5）妖怪 うらや飯ヒキコウモリのヒミツ | 5月22日       | 山田由香   | 吉本毅 須藤典彦                    | 吉本毅              | 山崎愛                     | うらや飯                                        | VOL.17  |
| 71   | 新人のざしきわらし 恋愛編（#6）きょうは妖怪ホリデー!こわいライトゾーン 〜白い恐怖〜                                                                                   | 5月29日       | 加藤陽一   | 新田典生 荒井省吾                  | 荒井省吾            | 田内亜矢子 関本美穂        | 虫歯伯爵                                        | VOL.18  |
| 72   | 妖怪 ドケチング妖怪 あやまり倒し妖怪 迷い車 | 6月5日        | 高橋ナツコ | 吉田徹 ウシロシンジ 駒屋健一郎     | 駒屋健一郎          | 森田実                     | ドケチング あやまり倒し 迷い車                  | VOL.18  |
| 73   | 妖怪 ムカムカデ妖怪 にんぎょ妖怪 たらりん | 6月12日       | 鴻野貴光   | 榎本明広 宮崎なぎさ しぎのあきら   | しぎのあきら        | アベ正己 山内玲奈 浜田勝   | ムカムカデ にんぎょ たらりん                    | VOL.18  |
| 74   | コマさんといく 〜はじめての家電量販店〜（#1）クロがきた!ロボニャンF型あらわる!                                                                                        | 6月19日       | 加藤陽一   | 吉田徹 榎本明広                    | 吉本毅              | 松坂定俊                   | ロボニャンF型                                   | VOL.18  |
| 75   | コマさんといく 〜はじめてのラーメン屋さん〜（#2）妖怪 トーシロザメ妖怪 しょうブシ                                                                                     | 6月26日       | 大知慶一郎 | 岩田義彦 しぎのあきら              | 岩田義彦            | 大沢美奈                   | トーシロザメ しょうブシ                         | VOL.19  |
| 76   | コマさんといく 〜はじめてのスポーツクラブ〜（#3）妖怪 爆音ならしぶようじんサマーフェス                                                                                | 7月3日        | 山田由香   | 須藤典彦 岩田義彦                  | 柳瀬雄之            | 藤田正幸 日高真由美        | 爆音ならし                                      | VOL.19  |

放送休止
- 2014年2月12日の放送はソチオリンピック中継のため休止（『イナズマイレブンGO ギャラクシー』内の「ジバニャンを探せ!」は通常通り行われた）。
- 2014年12月5日の放送は柔道グランドスラム東京2014のため休止。
- 2015年1月2日の放送は『新春ワイド時代劇「大江戸捜査網2015〜隠密同心、悪を斬る!」』放送のため休止。

特番構成
- 2014年12月19日の放送は「明日から映画公開記念!超豪華90分スペシャルだニャン!」と題し、2話連続放送（18:30 - 19:54）。また、#48と#49の間に「出没!アド街ック天国」とコラボレーションした「妖怪ウォッチベスト10」を放送。フォーマットおよびセット、ナレーションは全て本家に準じ、ジバニャンと本家の番組アシスタントである須黒清華（テレビ東京アナウンサー）が担当した。

### 2ndシーズン
| 話数 | サブタイトル | 放送日         | 脚本       | 絵コンテ                                  | 演出         | 作画監督                                       | きょうの妖怪大辞典 （太字は特に紹介された妖怪） | 収録DVD     |
| ---- | --- | -------------- | ---------- | ----------------------------------------- | ------------ | ---------------------------------------------- | ----------------------------------------------- | ----------- |
| 77   | USAピョンが来た! | 2015年 7月10日 | 日野晃博   | ウシロシンジ                              | 駒屋健一郎   | 藤本雄一朗 横山隆                              | USAピョン                                       | VOL.19      |
| 78   | 新しいウォッチ!イナホとUSAピョンのロケットチビチビクミタテール(1) 〜エンジン編〜 | 7月17日        | 加藤陽一   | 清水聡 北條史也                           | 吉本毅       | 山崎愛                                         | ピントコーン                                    | VOL.19      |
| 79   | コマさんといく 〜はじめてのマッサージ〜（#4）夏だ、海だ、妖怪だ!（グレるりん編）夏だ、海だ、妖怪だ!（うみぼうず編） | 7月24日        | 高橋ナツコ | 泉保良輔 北條史也                         | 泉保良輔     | 阿部千秋                                       | うみぼうず                                      | VOL.20      |
| 80   | コマさんといく 〜はじめての陶芸教室〜（#5）イナホとUSAピョンのロケットチビチビクミタテール(2) 〜燃料電池編〜こわいライトゾーン 〜闇に潜む影〜 | 7月31日        | 加藤陽一   | しぎのあきら 須藤典彦                     | しぎのあきら | アベ正己 山内玲奈                              | はつでんしん                                    | VOL.20      |
| 81   | セミまるライブに行く!武者かぶととクワノ武士妖怪 あつガルル | 8月7日         | 鴻野貴光   | 清水聡 北條史也 須藤典彦                  | サトウ光敏   | 田内亜矢子 関本美穂                            | 武者かぶと&クワノ武士 あつガルル ふぶき姫       | VOL.20      |
| 82   | ケータの壮大な夢妖怪 やきモチ妖怪 化け草履 | 8月14日        | 大知慶一郎 | 榎本明広 宮崎なぎさ                       | 浜名孝行     | 澤田譲治 田畑昭 山内亜紀                       | 化け草履                                        | VOL.20      |
| 83   | 買い物は隠密ミッションイナホとUSAピョンのロケットチビチビクミタテール(3) 〜冷却装置編〜コマさんタクシー 〜じんめん犬〜 | 8月21日        | 加藤陽一   | 榎本明広 北條史也 宮崎なぎさ              | 北條史也     | 齋藤香                                         | -                                               | VOL.21      |
| 84   | 妖怪 かゆかゆモレゾウパニック!ジバニャンの夏休み | 8月28日        | 山田由香   | 須藤典彦 浜名孝行                         | 岩田義彦     | 大沢美奈                                       | かゆかゆ                                        | VOL.21      |
| 85   | イナホとUSAピョンのロケットチビチビクミタテール(4) 〜安全装置編〜妖怪 プライ丼コマさんタクシー 〜ロボニャン〜 | 9月4日         | 高橋ナツコ | 榎本明広 宮崎なぎさ                       | 本間修       | 藤田正幸                                       | プライ丼                                        | VOL.21      |
| 86   | 妖怪 ヒライ神万尾獅子とおならず者コマさんタクシー 〜うんちく魔〜 | 9月11日        | 鴻野貴光   | 中村里美 しぎのあきら 宮崎なぎさ          | 駒屋健一郎   | 空流辺広子                                     | 雷オトン 聖オカン ヒライ神                      | VOL.21      |
| 87   | 妖怪 デビビル妖怪 おとなブルイナホとUSAピョンのロケットチビチビクミタテール(5) 〜頭脳編〜 | 9月18日        | 大知慶一郎 | 榎本明広 須藤典彦 泉保良輔                | 泉保良輔     | 阿部千秋                                       | デビビル おとなブル                             | VOL.22      |
| 88   | ロケットが飛ぶ日イナウサ不思議探偵社 CASE1 丼もの妖怪連続殺人事件 | 9月25日        | 日野晃博   | 吉本毅 矢野博之                           | 吉本毅       | 齋藤香 山崎愛                                  | ハク すもうどん                                 | VOL.22      |
| 89   | イナウサ不思議探偵社 CASE2 ソフトクリームひとかじり事件妖怪 だっせんしゃ妖怪 寝ブタ | 10月2日        | 山田由香   | 吉田徹 しぎのあきら                       | しぎのあきら | アベ正己 山内玲奈                              | だっせんしゃ 寝ブタ&ねぶた                      | VOL.22      |
| 90   | 妖怪 サンデーパパ妖怪 おもいだスッポンコマさんタクシー 〜ガブニャン〜 | 10月9日        | 高橋ナツコ | 榎本明広 しぎのあきら 宮崎なぎさ          | 星野真       | 田内亜矢子 関本美穂                            | サンデーパパ おもいだスッポン                   | VOL.22      |
| 91   | みんなで歌おう!妖怪紅白歌合戦! | 10月16日       | 加藤陽一   | 北條史也                                  | 吉本毅       | 齋藤香                                         | うたメダル                                      | VOL.23      |
| 92   | イナウサ不思議探偵社 CASE3 リモコン妖怪殺人事件妖怪 ダソックス妖怪 たらいまわし | 10月23日       | 鴻野貴光   | 榎本明広 浜名孝行                         | 浜名孝行     | 澤田譲治 山内亜紀 松浦仁美 高橋成之            | ダソックス たらいまわし                         | VOL.23      |
| 93   | イナウサ不思議探偵社 CASE4 地味系妖怪連続殺人事件モモタロニャンと三匹のお供古典妖怪ハロウィンパーティー! | 10月30日       | 大知慶一郎 | 須藤典彦 浜名孝行                         | 岩田義彦     | 大沢美奈                                       | モモタロニャン イヌニャン サルニャン キジニャン | VOL.23      |
| 94   | イナウサ不思議探偵社 CASE5 はなほじ連続殺人事件妖怪 オッタマゲーターカタいものが斬りたいブシニャン | 11月6日        | 山田由香   | 吉田徹 志村錠児 宮崎なぎさ                | 本間修       | 藤田正幸                                       | オッタマゲーター ブチニャン                     | VOL.23      |
| 95   | 北斗の犬 第1話イナウサ不思議探偵社 CASE6 トゲトゲ妖怪襲撃事件妖怪 あんのジョー | 11月13日       | 鴻野貴光   | 吉本毅 榎本明広 須藤典彦                  | 吉本毅       | 山崎愛                                         | あんのジョー こてんパン                         | VOL. 2016-1 |
| 96   | 北斗の犬 第2話妖怪 じこけん王イナウサ不思議探偵社VS怪盗コパン ねらわれた国宝級の皿 | 11月20日       | 高橋ナツコ | 榎本明広 泉保良輔                         | 駒屋健一郎   | 松坂定俊 横山隆                                | じこけん王                                      | VOL. 2016-1 |
| 97   | 北斗の犬 第3話イナウサ不思議探偵社VS怪盗コパン ねらわれた赤の秘宝妖怪 カッパー | 11月27日       | 大知慶一郎 | 榎本明広 しぎのあきら                     | しぎのあきら | アベ正己 山内玲奈                              | カッパー                                        | VOL. 2016-1 |
| 98   | クリスマス大停電! 妖怪ウォッチを更新せよ! | 12月11日       | 加藤陽一   | 北條史也                                  | 吉本毅       | 齋藤香                                         | マーク・シャッチーバーグ エジソン               | VOL. 2016-1 |
| 99   | 北斗の犬 第4話イナウサ不思議探偵社VS怪盗コパン ねらわれた魔性の鏡妖怪 せいでん鬼 | 12月25日       | 山田由香   | 榎本明広 星野真 中村里美                  | 星野真       | 田内亜矢子 関本美穂                            | せいでん鬼                                      | VOL. 2016-2 |
| 100  | ジバニャン誕生の秘密だニャン! | 12月25日       | 加藤陽一   | 矢野博之                                  | 泉保良輔     | 阿部千秋 黒川飛鳥 佐賀野桜子                   | -                                               | VOL. 2016-2 |
| 101  | 北斗の犬 第5話イナウサ不思議探偵社VS怪盗コパン ねらわれた伝説の衣妖怪 家ーイ | 12月25日       | 鴻野貴光   | 榎本明広 浜名孝行                         | 浜名孝行     | 山内亜紀 澤田譲治 川村裕哉 桜井このみ 服部憲知 | 家ーイ                                          | VOL. 2016-2 |
| 102  | 妖怪にもお年玉北斗の犬 第6話妖怪 寝コロンブスイナウサ不思議探偵社VS怪盗コパン ねらわれた雪より白い衣 | 2016年 1月8日  | 大知慶一郎 | 榎本明広 浜名孝行 園田雅裕 須藤典彦       | 岩田義彦     | 大沢美奈                                       | 寝コロンブス コロンブス                         | VOL. 2016-2 |
| 103  | 北斗の犬 最終回ムダヅカイの繁殖妖怪 紙かくし | 1月15日        | 山田由香   | 吉田徹 榎本明広 園田雅裕                  | 本間修       | 藤田正幸                                       | 紙かくし                                        | VOL. 2016-3 |
| 104  | イナウサ不思議探偵社VS怪盗コパン ねらわれた黄金の鎧とコパンの正体!妖怪 おつぼね様妖怪 インチキン | 1月22日        | 高橋ナツコ | 須藤典彦 宮崎なぎさ 駒屋健一郎            | 駒屋健一郎   | 山崎愛                                         | インチキン                                      | VOL. 2016-3 |
| 105  | 3年Y組ニャンパチ先生 コシヒカリ学園 * 「問題の生徒たち」 * 「消しゴム」 * 「跳び箱」 * 「熱血指導」 * 「われない方法」魔の5年1組 〜お金ナイダー 大爆発!!〜妖怪 カリカリベーコン                                                                                           | 1月29日        | 鴻野貴光   | しぎのあきら 須藤典彦                     | しぎのあきら | アベ正己 山内玲奈 浜田勝                       | カリカリベーコン                                | VOL. 2016-3 |
| 106  | 3年Y組ニャンパチ先生 熱血炎学園 * 「冷え切った生徒たち」 * 「運命の再会」 * 「調理実習のメニュー」 * 「修学旅行はどこへ」魔の5年1組 〜うんちく魔 南極に沈む!!〜妖怪 ポン骨                                                                                                | 2月5日         | 山田由香   | 吉本毅 星野真                             | 星野真       | 田内亜矢子 関本美穂                            | ポン骨                                          | VOL. 2016-3 |
| 107  | 3年Y組ニャンパチ先生 世紀末学園 * 「恐怖の生徒たち」 * 「歓迎」 * 「モヒカンの謎」 * 「恋の悩み」 * 「校則違反」 * 「生まれ変わった学園」イナホのバレンタイン妖怪 カクさん                                                                                                | 2月12日        | 大知慶一郎 | 須藤典彦 柳瀬雄之                         | 吉本毅       | 横山隆 齋藤香 元廣和恵                         | カクさん                                        | VOL. 2016-4 |
| 108  | 3年Y組ニャンパチ先生 ドキドキ学園 * 「熱烈歓迎」 * 「まさかの伏兵」 * 「コンタクトを探せ」 * 「不良少女と呼ばれて」 * 「初恋の悲劇」魔の5年1組 〜グレるりん 夕陽に死す!!〜妖怪 まるナゲット                                                                               | 2月19日        | 高橋ナツコ | 泉保良輔 中村里美                         | 泉保良輔     | 阿部千秋                                       | まるナゲット                                    | VOL. 2016-4 |
| 109  | 3年Y組ニャンパチ先生 ニャンニャン学園 * 「ニャンニャンな生徒たち」 * 「返事は「はい」」 * 「青春の悩み」 * 「猫らしく」 * 「猫たちの友情」魔の5年1組 〜セバスチャン 大轟沈!!〜妖怪家政婦 ガッテンマイヤー                                                                 | 2月26日        | 鴻野貴光   | 榎本明広 宮崎なぎさ                       | 久慈悟郎     | 徳永さやか 小川茜                              | ガッテンマイヤー                                | VOL. 2016-4 |
| 110  | 3年Y組ニャンパチ先生 ギャンギャン学園 * 「それくらいニャンですかぁ!」 * 「ギャンギャンするのは…」 * 「他にもまた」 * 「最悪な日」帰り道はランドセルじゃんけん!魔の5年1組 〜ネタバレリーナ 知識の海に沈む!!〜                                                              | 3月4日         | 加藤陽一   | 矢野博之                                  | 吉本毅       | 松坂定俊                                       | むりだ城 大山砂夫                               | VOL. 2016-4 |
| 111  | 3年Y組ニャンパチ先生 キレッキレ学園 * 「キレる生徒たち」 * 「明らかになる真実」 * 「止まった時計」 * 「ニャンパチ、絶体絶命」魔の5年1組 〜ネガティブーンとトホホギス 友情に泣く!!〜妖怪 オーバーガー                                                                      | 3月11日        | 山田由香   | 榎本明広 宮崎なぎさ 清水聡                | 岩田義彦     | 大沢美奈                                       | オーバーガー                                    | VOL. 2016-5 |
| 112  | 3年Y組ニャンパチ先生 学級崩壊学園 * 「崩壊した学園」 * 「崩壊するクラス」 * 「お昼休み」 * 「サッカー」 * 「崩壊を止める」 * 「新たなる崩壊のはじまり」魔の5年1組 〜ぎしんあん鬼 鉄壁の女たちの前に砕け散る!!〜妖怪 ナンモナイト                                          | 3月18日        | 大知慶一郎 | 吉田徹 宮崎なぎさ 清水聡                  | 本間修       | 藤田正幸                                       | ナンモナイト                                    | VOL. 2016-5 |
| 113  | 夜のどろどろヒットステーション妖怪三国志 * 「みんなで妖怪三国志!」 * 「ジバニャンは劉備!」 * 「だからジバニャンは劉備!」 * 「敵が来た!」 * 「コマさん孫策の面接」 | 3月25日        | 加藤陽一   | 清水聡 須藤典彦                           | 吉本毅       | 山崎愛                                         | 武将メダル                                      | VOL. 2016-5 |
| 114  | 魔の5年1組 〜イケメン犬 おにぎり地獄に吠える!!〜妖怪 口すべらし妖怪三国志Ⅱ * 「怒りのウィスパー孔明」 * 「敵の策略!?」妖怪 キリスギリス | 4月1日         | 高橋ナツコ | 榎本明広 しぎのあきら 須藤典彦            | しぎのあきら | アベ正己 山内玲奈 浜田勝                       | 口すべらし キリスギリス                         | VOL. 2016-6 |
| 115  | 魔の5年1組 〜花さか爺 枯れる!!〜妖怪 ナンデナン妖怪三国志III * 「ウィスパー孔明の大発明!」 * 「投石器一投目」 * 「続・投石器一投目」 * 「またまた投石器一投目」 * 「投石器二投目」 * 「投石器三投目」コマさんタクシー 〜ウィスパー〜                                      | 4月8日         | 鴻野貴光   | 榎本明広 星野真 須藤典彦                  | 星野真       | 田内亜矢子 関本美穂                            | ナンデナン                                      | VOL. 2016-6 |
| 116  | お仕事シリーズ 妖怪消防隊 * 「妖怪消防隊 集合ズラ」 * 「訓練ズラ!」 * 「今度こそ出動ズラ!」 * 「ホントに今度こそ出動ズラ!」妖怪 おくらいり妖怪三国志Ⅳ * 「今日もはりきって!」 * 「趙雲は誰だ!」こわいライトゾーン 〜恐怖 閉まらずの扉〜                                   | 4月15日        | 加藤陽一   | 宮崎なぎさ 泉保良輔 須藤典彦 しぎのあきら | 佐藤和磨     | 立花希望 小栗寛子                              | おくらいり                                      | VOL. 2016-6 |
| 117  | 魔の5年1組 〜はらおドリ ナマステに散る!!〜お仕事シリーズ 妖怪病院 * 「注射」 * 「白いニャ塔」 * 「最後の葉っぱ」 * 「手術」妖怪 いばる〜ん妖怪三国志Ⅴ * 「ウィスパー孔明の新兵器」 * 「ウィスパー孔明のさらなる新兵器」                                                   | 4月22日        | 山田由香   | 吉本毅 榎本明広 宮崎なぎさ 須藤典彦       | 吉本毅       | 横山隆 元廣和恵                                | いばる〜ん たいこモチ                           | VOL. 2016-6 |
| 118  | 魔の5年1組 〜妖怪最終決戦 総大将あらわる!!〜お仕事シリーズ 妖怪スタントマン * 「スタントは命がけズラ!」 * 「バイクスタント!」 * 「飛行機スタント!」 * 「落下スタント!」妖怪 エコロ爺妖怪三国志Ⅵ * 「弓矢を集めろ!」 * 「ウィスパー孔明の作戦」                            | 4月29日        | 鴻野貴光   | 吉田徹 宮崎なぎさ 中村里美 須藤典彦       | 北川正人     | 猿渡聖加 石動仁 小宮山由美子                   | エコロ爺                                        | VOL. 2016-7 |
| 119  | 開幕! 妖1グランプリ! | 5月6日         | 鴻野貴光   | 矢野博之                                  | 泉保良輔     | 阿部千秋                                       | 魔ウンテン                                      | VOL. 2016-7 |
| 120  | お仕事シリーズ 妖怪客室乗務員イナウサ不思議探偵社 調査ファイル1『ハナホ人』妖怪三国志Ⅶ * 「鎧を取り戻せ!」 * 「虎狩り」 | 5月13日        | 加藤陽一   | 吉田りさこ 榎本明広 須藤典彦              | 岩田義彦     | 大沢美奈                                       | -                                               | VOL. 2016-7 |
| 121  | お仕事シリーズ 妖怪保育園 * 「保育園へ行こう」 * 「お絵かきの時間」 * 「ブロックあそび」 * 「給食のじかん」 * 「お昼寝」イナウサ不思議探偵社 調査ファイル2『バクロ婆』妖怪 ダイナシー妖怪三国志Ⅷ * 「ウィスパー孔明 敵をあざむく!」 * 「敵の包囲網」                      | 5月20日        | 高橋ナツコ | 吉田徹 宮崎なぎさ 矢野博之 須藤典彦       | 吉本毅       | 松坂定俊                                       | ダイナシー                                      | VOL. 2016-7 |
| 122  | イナウサ不思議探偵社 調査ファイル3『メラメライオン』お仕事シリーズ 妖怪水族館 * 「トレーニング」 * 「命がけ」 * 「どうしても嫌なんです」妖怪 マイッカー妖怪三国志Ⅸ * 「ウィスパー孔明の特訓」 * 「三角関係」 * 「安全地帯」                                               | 6月3日         | 山田由香   | 吉田りさこ 矢野博之 本間修 須藤典彦       | 本間修       | 藤田正幸                                       | マイッカー                                      | VOL. 2016-8 |
| 123  | お仕事シリーズ 妖怪おまわりさん * 「道案内」 * 「落としたお金」 * 「交通整理」イナウサ不思議探偵社 調査ファイル4『ホノボーノ』妖怪 バンジーきゅうす妖怪三国志 最終回 * 「最大の戦い」 * 「力を合わせて」 * 「風を起こせ その1」 * 「風を起こせ その2」 * 「戦いの終わり」 | 6月10日        | 大知慶一郎 | 矢野博之 宮崎なぎさ しぎのあきら 須藤典彦 | しぎのあきら | 浜田勝 アベ正己 山内玲奈                       | バンジーきゅうす                                | VOL. 2016-8 |
| 124  | お仕事シリーズ 妖怪ファミリーレストランイナウサ不思議探偵社 調査ファイル5『グレるりん』妖怪 ダリス | 6月17日        | 鴻野貴光   | 吉本毅 中村里美 しぎのあきら              | 吉本毅       | 山崎愛                                         | ダリス                                          | VOL. 2016-8 |
| 125  | イナウサ不思議探偵社 調査ファイル6『ふぶき姫』アンドロイド山田 第一話 出撃妖怪 ふあんかん | 6月24日        | 加藤陽一   | 榎本明広 しぎのあきら 清水聡              | 荒井省吾     | 田内亜矢子 関本美穂                            | アンドロイド山田 ふあんかん                     | VOL. 2016-8 |
| 126  | アンドロイド山田 第二話 焦燥イナウサ不思議探偵社 調査ファイル7『モノマネキン』妖怪 ひじょうぐち | 7月1日         | 高橋ナツコ | 榎本明広 しぎのあきら                     | 北川正人     | 藤田正幸 石動仁 前嶋弘史 小宮山由美子          | ひじょうぐち                                    | VOL. 2016-9 |
| 127  | アンドロイド山田 第三話 鉄槌イナウサ不思議探偵社 調査ファイル8『ネタバレリーナ』妖怪 アイタタタイムズ | 7月8日         | 大知慶一郎 | しぎのあきら 泉保良輔                     | 吉本毅       | 横山隆 齋藤香                                  | アイタタタイムズ                                | VOL. 2016-9 |
| 128  | アンドロイド山田 第四話 孤立イナウサ不思議探偵社 調査ファイル9『ボー坊』妖怪 無茶ぶりっ子 | 7月15日        | 山田由香   | しぎのあきら 柳瀬雄之                     | 泉保良輔     | 阿部千秋                                       | 無茶ぶりっ子                                    | VOL. 2016-9 |
| 129  | アンドロイド山田 第五話 葛藤イナウサ不思議探偵社 調査ファイル10『ムリカベ』妖怪 デモネード | 7月15日        | 鴻野貴光   | しぎのあきら 宮崎なぎさ 柳瀬雄之          | 岩田義彦     | 大沢美奈                                       | デモネード                                      | VOL. 2016-9 |

放送休止
- 2015年12月4日の放送は柔道グランドスラム東京2015のため休止。
- 2016年1月1日の放送は『大食い世界一決定戦』のため休止。
- 2016年5月27日は、当初は通常通り#122を放送予定だったが、前日の5月26日に『報道特別番組【米大統領 被爆地広島を訪問】』の放送を急遽決定したため放送を中止し、翌週に延期[11]。それに伴い、同日から連動データ放送で開始予定だった「妖怪おさらいクイズ」も延期された。翌日5月28日朝の放送予定だったBSジャパン[注 22]に関しては、#61の再放送で対応した（#60は直前の再放送枠にて放送）。

特番構成
- 2015年12月18日の放送は『超豪華版妖怪ウォッチ第1弾! 映画地上波初放送!』として『映画 妖怪ウォッチ 誕生の秘密だニャン!』（後述）放送のため、レギュラー放送は休止。実写パート「ニャンパチ先生と学ぶ妖怪教育委員会だニャン!」のゲスト出演は武田鉄矢、木下隆行（TKO）、藤本敏史（FUJIWARA）、重本ことり（Dream5）、高野洸（Dream5）。
- 2015年12月25日の放送は「超豪華版妖怪ウォッチ第2弾! 祝クリスマス&放送100回記念! もんげー2時間スペシャルズラ!」と題し、3話連続放送（18:00 - 19:50）。加えて「もんげーセレクションズラ!」内で放送している「コマさんぽ」をスペシャルバージョンとして放送[注 23]。
- 2015年12月30日の放送は『超豪華版妖怪ウォッチ第3弾! 妖怪たちが一足早く箱根を激走!? 年忘れ2時間SPダニ!』を放送（7:00 - 9:00）[注 24]。「イナウサ不思議探偵社CASE1 - 4」、映画関連エピソードである「クリスマス大停電! 妖怪ウォッチを更新せよ!」「ジバニャンの秘密」「今年のサンタはコマサンタ」を放送。実写パート「はこね妖怪駅伝」ゲスト出演は竹内義貴、松野明美。
- 2016年7月15日の放送は#128と#129の2話連続放送に加え、名作プレイバック放送として「ジバニャンの夏休み」を放送。さらに7月16日発売の『妖怪ウォッチ3 スシ&テンプラ』、12月17日公開予定の『映画 妖怪ウォッチ 空飛ぶクジラとダブル世界の大冒険だニャン!』、翌週放送分より登場する『妖怪ウォッチ ドリーム』関連情報を『金妖スペシャル!コマさん探検隊!』風に紹介したパートを含めた『超豪華版妖怪ウォッチ 夏のお宝情報大放出スペシャルだニャン!』として放送時間を拡大（18:25 - 19:56）。アニメは「ジバニャンの夏休み」再放送→アンドロイド山田（#128、#129）→イナウサ不思議探偵社 調査ファイル（#128、#129）→通常パート（#128、#129）の順で放送。翌日のBSジャパン放送分に関しては、『コマさん探検隊』風の映画およびゲーム情報部分を省いた（通常の30分放送×2）#128と#129を60分スペシャル（6:30 - 7:30・通常の再放送は休止）として2本連続放送。

### 3rdシーズン
| 話数 | サブタイトル | 放送日         | 脚本       | 絵コンテ                                | 演出         | 作画監督                             | きょうの妖怪大辞典 （太字は特に紹介された妖怪） | 収録DVD      |
| ---- | --- | -------------- | ---------- | --------------------------------------- | ------------ | ------------------------------------ | ----------------------------------------------- | ------------ |
| 130  | トムニャン登場! 妖怪ウォッチドリームをゲットせよ! | 2016年 7月22日 | 加藤陽一   | 矢野博之                                | 吉本毅       | 松坂定俊                             | トムニャン ドリームメダル                       | VOL. 2016-10 |
| 131  | アンドロイド山田 第六話 無念トムニャンとジェリー妖怪 なぞトキ | 7月29日        | 大知慶一郎 | しぎのあきら 清水聡 本間修              | 本間修       | 藤田正幸                             | なぞトキ                                        | VOL. 2016-10 |
| 132  | アンドロイド山田 最終話 哀愁イナホ観察日記妖怪 ニクヤ鬼 | 8月5日         | 山田由香   | 吉田徹 園田雅裕 しぎのあきら            | しぎのあきら | アベ正己 山内玲奈 浜田勝             | ニクヤ鬼                                        | VOL. 2016-10 |
| 133  | コマリーヒルズ青春白書 第1話 パーティー * 「登校はヒッチハイク」 * 「運命の出会い」 * 「レッツパーティー」イナホのカンガエルーひと パート1うんちく魔とばか頭巾                                                                                          | 8月12日        | 高橋ナツコ | 榎本明広 中村里美                       | 吉本毅       | 山崎愛                               | カンガエルー                                    | VOL. 2016-10 |
| 134  | コマリーヒルズ青春白書 第2話 スポーツ * 「ステキなモーニング」 * 「スポーツでセレブ」 * 「レッツ・プレイ・フットボール」 * 「鷹狩り・イン・ザ・USA!」イナホのカンガエルーひと パート2USAピョンの家出妖怪 ピヨピヨコ                                     | 8月19日        | 鴻野貴光   | 吉本毅 榎本明広 中村里美 須藤典彦       | 高田昌宏     | 藤田正幸 かわむらあきお 小宮山由美子 | ピヨピヨコ                                      | VOL. 2016-11 |
| 135  | コマリーヒルズ青春白書 第3話 クルージング * 「熱い誘惑」 * 「セレブの休日」 * 「JDはいつも聞いている」 * 「JDのレクチャー」 * 「KKブラザーズのクルーザー」 * 「スペシャルなプレゼント」ヒーローショーにも妖怪がいっぱい妖怪 たこうらみ                  | 8月26日        | 大知慶一郎 | 吉田徹 上津康義 柳瀬雄之                | 小野田雄亮   | 田内亜矢子 関本美穂                  | たこうらみ                                      | VOL. 2016-11 |
| 136  | コマリーヒルズ青春白書 第4話 パジャマパーティー * 「スイートなコマー」 * 「朝までパーティー!?」 * 「じんめんドッグの止まらぬ想い」 * 「パーティーの夜」 * 「ついにパジャマの時!」 * 「夜のプールはロマンチック」トムニャンVS粉ものジャポン妖怪 カメッパ | 9月2日         | 山田由香   | 中村里美 宮崎なぎさ                     | 吉本毅       | 横山隆 元廣和恵                      | カメッパ                                        | VOL. 2016-11 |
| 137  | コマリーヒルズ青春白書 第5話 ショッピング * 「ゴキゲンなラブメール♥」 * 「聞き逃さない男」 * 「しびれるMONGE〜!」 * 「スペシャルなバッドニュース」 * 「JDの挑戦」 * 「セレブなショッピング」妖怪 かまいたち灼熱のアッチッチゲーム                       | 9月9日         | 加藤陽一   | 中村里美 矢野博之 泉保良輔              | 泉保良輔     | 阿部千秋                             | かまいたち                                      | VOL. 2016-11 |
| 138  | コマリーヒルズ青春白書 第6話 ドライブ * 「ドライブ ア ゴーゴー」 * 「ワイルドな車」 * 「ハイウェイスター」妖怪 あっけら艦妖怪 ガチン小僧 | 9月16日        | 鴻野貴光   | 上津康義 矢野博之                       | 岩田義彦     | 壽恵理子 大沢美奈                    | あっけら艦 ガチン小僧                           | VOL. 2016-12 |
| 139  | コマリーヒルズ青春白書 第7話 グルメデート * 「セレブなグルメデート」 * 「ヘルシーモーニング」 * 「シーサイドランチ」 * 「あま〜いスイーツタイム」 * 「ブレンダのスペシャルディナー」イナホのカンガエルーひと パート3妖怪 あしたガール                   | 9月23日        | 高橋ナツコ | 上津康義 須藤典彦 本間修                | 本間修       | 藤田正幸                             | あしたガール                                    | VOL. 2016-12 |
| 140  | コマリーヒルズ青春白書 最終話 卒業 * 「卒業の季節」激写!不思議マガジン『ヌー』魚人編妖怪 コンたん | 9月30日        | 加藤陽一   | 中村里美 清水聡 柳瀬雄之                | 吉本毅       | 松坂定俊                             | コンたん                                        | VOL. 2016-12 |
| 141  | 激写!不思議マガジン『ヌー』ディノサウロイド編妖怪 おれリュウ妖怪 あまん汁 | 10月7日        | 大知慶一郎 | 吉本毅 清水聡 しぎのあきら              | しぎのあきら | 山内玲奈 浜田勝 アベ正己             | おれリュウ あまん汁                             | VOL. 2016-12 |
| 142  | 妖怪 カンペちゃん激写!不思議マガジン『ヌー』ジャージーデビル編妖怪 テンパるンバ | 10月14日       | 山田由香   | 吉田徹 清水聡 しぎのあきら              | 高田昌宏     | かわむらあきお                       | カンペちゃん テンパるンバ                       | VOL. 2017-1  |
| 143  | お試し!妖怪ブラスター!トムニャンのジャポン探訪『けん玉』妖怪 総ナメコマさんタクシー 〜総ナメ〜 | 10月21日       | 加藤陽一   | 矢野博之 清水聡                         | 吉本毅       | 山崎愛                               | 総ナメ                                          | VOL. 2017-1  |
| 144  | 激写!不思議マガジン『ヌー』ゴートマン編絶滅寸前!? 妖怪ブカッコウを救え!妖怪 ひっぱりダコ | 10月28日       | 鴻野貴光   | しぎのあきら 宮崎なぎさ 清水聡          | 小野田雄亮   | 田内亜矢子 関本美穂                  | ブカッコウ ひっぱりダコ                         | VOL. 2017-1  |
| 145  | 妖怪 ミチクサメ激写!不思議マガジン『ヌー』モスマン編妖怪 わかランナー | 11月4日        | 山田由香   | 吉本毅 清水聡 泉保良輔                  | 泉保良輔     | 阿部千秋                             | ミチクサメ わかランナー                         | VOL. 2017-1  |
| 146  | 激写!不思議マガジン『ヌー』ウサピョナーダ編妖怪 のらりくらり妖怪 枕返し | 11月11日       | 大知慶一郎 | 清水聡 しぎのあきら 宮崎なぎさ          | 岩田義彦     | 壽恵理子 宇都木勇 横山沙弓           | のらりくらり 枕返し                             | VOL. 2017-2  |
| 147  | 妖怪 ニャーミネーターだるまさんがころんだ攻略法!?トムニャンのジャポン探訪『おもち』妖怪 ジンギスギスカンウィスパーの家出 | 11月18日       | 加藤陽一   | 吉田徹 矢野博之 須藤典彦                | 吉本毅       | 横山隆 元廣和恵                      | ニャーミネーター ジンギスギスカン               | VOL. 2017-2  |
| 148  | あやしいイナホを追いかけろ!妖怪 ハーモリー妖怪 ほっとけーキ | 11月25日       | 高橋ナツコ | 柳瀬雄之 本間修                         | 本間修       | 藤田正幸                             | ハーモリー ほっとけーキ                         | VOL. 2017-2  |
| 149  | ケータVSイナホ 一発クジの決闘!トムニャンのジャポン探訪『コマ』妖怪 チクリ魔妖怪 そらミミズク | 12月9日        | 鴻野貴光   | しぎのあきら 須藤典彦                   | しぎのあきら | 浜田勝 アベ正己 山内玲奈             | チクリ魔 そらミミズク                           | VOL. 2017-2  |
| 150  | ジバニャンと5つのプレゼントだニャン!みんなが知りたい妖怪の疑問! オラたちが解決ズラ!スペシャル | 12月23日       | 加藤陽一   | 矢野博之                                | 吉本毅       | 松坂定俊 山縣研一                    | -                                               | VOL. 2017-3  |
| 151  | トムニャンのジャポン探訪『はじめてのお正月』妖怪 決めて魔王ふぶき姫とコマさん | 2017年 1月6日  | 山田由香   | 吉田徹 しぎのあきら 宮崎なぎさ          | 高田昌宏     | かわむらあきお 今野宏昭              | 決めて魔王                                      | VOL. 2017-3  |
| 152  | コマさんコマじろうの日本全国もんげー旅 IN大阪イナウサ妖怪ミステリーファイル1 墜落したUFOを探せ!お試し!妖怪バズーカ! | 2017年 1月6日  | 加藤陽一   | 清水聡 宮崎なぎさ                       | 吉本毅       | 山崎愛                               | -                                               | VOL. 2017-3  |
| 153  | コマさんコマじろうの日本全国もんげー旅 IN名古屋モモタロニャンの豪鉄鬼退治!激闘!布団から出ない選手権! | 1月13日        | 大知慶一郎 | 矢野博之 柳瀬雄之                       | 小野田雄亮   | 田内亜矢子 関本美穂                  | ヒマ神                                          | VOL. 2017-3  |
| 154  | コマさんコマじろうの日本全国もんげー旅 IN北海道妖怪 ポチッイナウサ妖怪ミステリーファイル2 ミステリーサークルの謎を解け! | 1月20日        | 高橋ナツコ | 矢野博之 宮崎なぎさ 清水聡              | 吉本毅       | 横山隆 山内亜紀                      | ポチッ                                          | VOL. 2017-4  |
| 155  | コマさんコマじろうの日本全国もんげー旅 IN静岡トムニャンのジャポン探訪『はじめての節分』妖怪 やぶレター | 1月27日        | 鴻野貴光   | 泉保良輔 柳瀬雄之                       | 泉保良輔     | 阿部千秋                             | 山吹鬼 やぶレター                               | VOL. 2017-4  |
| 156  | 黒い妖怪ウォッチ 〜導かれしクズたち〜 一人目『ケータ』コマさんコマじろうの日本全国もんげー旅 IN香川妖怪 スピーチ姫 | 2月3日         | 加藤陽一   | 矢野博之 星野真                         | 星野真       | 山縣研一 元廣和恵                    | スピーチ姫 黒い妖怪メダル                       | VOL. 2017-4  |
| 157  | コマさんコマじろうの日本全国もんげー旅 IN奈良イナウサ妖怪ミステリーファイル3 ポルターガイストの謎を解け!バレンタイン♡ドキドキチョコパーティー | 2月10日        | 山田由香   | 宮崎なぎさ 中村里美 しぎのあきら        | 岩田義彦     | 壽恵理子                             | レインボーン                                    | VOL. 2017-4  |
| 158  | 黒い妖怪ウォッチ 〜導かれしクズたち〜 二人目『クマ』コマさんコマじろうの日本全国もんげー旅 IN沖縄イナウサ妖怪ミステリーファイル4 もう一人の自分 ドッペルゲンガーを探せ!妖怪 アチャー                                                                    | 2月17日        | 大知慶一郎 | 矢野博之 須藤典彦 本間修 宮崎なぎさ     | 本間修       | 藤田正幸                             | アチャー                                        | VOL. 2017-5  |
| 159  | 黒い妖怪ウォッチ 〜導かれしクズたち〜 三人目『カンチ』コマさんコマじろうの日本全国もんげー旅 IN岩手ひなまつり大バトル! ふぶき姫VS椿姫 | 2月24日        | 鴻野貴光   | 矢野博之 宮崎なぎさ 清水聡              | 吉本毅       | 松坂定俊                             | 椿姫                                            | VOL. 2017-5  |
| 160  | 黒い妖怪ウォッチ 〜導かれしクズたち〜 四人目『フミちゃん』コマさんコマじろうの日本全国もんげー旅 IN福岡妖怪 自慢ハッタン | 3月3日         | 高橋ナツコ | 矢野博之 しぎのあきら                   | しぎのあきら | 浜田勝 アベ正己 山内玲奈             | 自慢ハッタン                                    | VOL. 2017-5  |
| 161  | 黒い妖怪ウォッチ 〜導かれしクズたち〜 五人目『UZAピョン』イナウサ妖怪ミステリーファイル5 ファフロツキーズの謎を追え!妖怪 ゴジダツ爺コマさんタクシー 〜ハナホ人〜                                                                                        | 3月10日        | 加藤陽一   | 矢野博之 須藤典彦 清水聡                | 吉本毅       | 山崎愛                               | ゴジダツ爺                                      | VOL. 2017-5  |
| 162  | 黒い妖怪ウォッチ 〜導かれしクズたち〜 六人目『オロチ』コマさんコマじろうの日本全国もんげー旅 IN広島ウィスパーの卒業 | 3月17日        | 山田由香   | 榎本明広 矢野博之 ウシロシンジ          | 小野田雄亮   | 田内亜矢子 関本美穂                  | -                                               | VOL. 2017-6  |
| 163  | 黒い妖怪ウォッチ 〜導かれしクズたち〜 七人目『ブシニャン』イナウサ妖怪ミステリーファイル6 ミステリアスガール 未空イナホを調査せよ!妖怪 おきラクーン | 3月24日        | 大知慶一郎 | 吉本毅 矢野博之 須藤典彦                | 吉本毅       | 横山隆                               | おきラクーン                                    | VOL. 2017-6  |
| 164  | 妖怪ウォッチバスターズ! 『落ちこぼれたちのラクラクミッション!?』みんなが知りたい妖怪の疑問! オラたちが解決ズラ!スペシャル パート2 | 3月31日        | 加藤陽一   | 矢野博之 及川啓                         | 駒屋健一郎   | 寺澤伸介                             | -                                               | VOL. 2017-6  |
| 165  | 新学期! 帰ってきたニャンパチ先生vsGTA! * 舞い戻ったニャンパチ先生 * もうひとりの新任教師 * 始業式 * したわれる先生 * したわれる先生 その2 * 最近の子 * さよならGTAみんなでお話を考えよう! 妖怪新シリーズ会議コマさんと1年生                             | 4月7日         | 加藤陽一   | 柳瀬雄之 泉保良輔                       | 泉保良輔     | 阿部千秋                             | -                                               | VOL. 2017-7  |
| 166  | オニスターズ全員集合! 〜探検隊編〜妖怪 ダメジャーイナホの女子会 | 4月14日        | 高橋ナツコ | 吉田徹 榎本明広 柳瀬雄之                | 岩田義彦     | 壽恵理子                             | ダメジャー ダメジャナイン                       | VOL. 2017-7  |
| 167  | 妖怪新シリーズ会議 〜ミッションニャンポッシブル〜妖怪 アーダコンダ独占中継! 世界妖怪陸上! | 4月21日        | 山田由香   | 榎本明広 星野真                         | 星野真       | 山縣研一 元廣和恵                    | アーダコンダ キンカク ギンカク ドウカク         | VOL. 2017-7  |
| 168  | コマさんコマじろうのゴールデンウィークもんげー旅 INハワイイナホのGWは妖怪がいっぱい妖怪 かえりタイ | 4月28日        | 鴻野貴光   | 本間修 宮崎なぎさ                       | 本間修       | 藤田正幸                             | かえりタイ                                      | VOL. 2017-7  |
| 169  | オニスターズ全員集合! 〜囚人編〜妖怪新シリーズ会議 〜魔女っ子☆ニャン魔女〜こどもの日も妖怪がいっぱい | 5月5日         | 加藤陽一   | 榎本明広 矢野博之 柳瀬雄之              | 吉本毅       | 松坂定俊 山内亜紀                    | ニャン魔女                                      | VOL. 2017-8  |
| 170  | オニスターズ全員集合! 〜家族編〜妖怪新シリーズ会議 〜帰ってきた3年Y組ニャンパチ先生 部活編! サッカー部〜 * 妖怪イレブン! * 目指せ全国優勝! * 立ちはだかるライバル! * みんなの力を一つに妖怪 けちらし                                                    | 5月12日        | 鴻野貴光   | 榎本明広 しぎのあきら                   | しぎのあきら | 山内玲奈 アベ正己 浜田勝             | けちらし                                        | VOL. 2017-8  |
| 171  | 帰ってきたニャンパチ先生 部活編! 〜ロボット研究部〜 * ロボット研究部 * すごいロボット * 全国大会 * ライバル校登場 * 打倒!ライバル校 * あきらめるな! * ニャンパチの秘策妖怪新シリーズ会議 〜コマーに首ったけ〜妖怪 のっぺら坊                            | 5月19日        | 大知慶一郎 | 矢野博之 中村里美 上津康義 しぎのあきら | 吉本毅       | 山崎愛                               | のっぺら坊                                      | VOL. 2017-8  |
| 172  | オニスターズ全員集合! 〜忍者編〜妖怪 ウォール・ガイ妖怪新シリーズ会議 〜勇者USAピョンの大冒険〜 | 5月26日        | 高橋ナツコ | 吉田徹 榎本明広 柳瀬雄之                | 森田静二     | 関本美穂 日高真由美                  | ウォール・ガイ                                  | VOL. 2017-8  |
| 173  | 帰ってきたニャンパチ先生 部活編! 〜相撲部〜 * 強そうな相撲部員 * 本物の相撲部員 * 激しい見学 * 大会に出られない!?梅雨のアメノトーク!妖怪 ナンスカンク                                                                                                   | 6月2日         | 山田由香   | 吉本毅 宮崎なぎさ 須藤典彦              | 吉本毅       | 横山隆                               | ナンスカンク                                    | VOL. 2017-9  |
| 174  | オニスターズ全員集合! 〜病院編〜妖怪 モルララストブシニャン ジャポンに見参! | 6月9日         | 加藤陽一   | 吉本毅 榎本明広 泉保良輔                | 泉保良輔     | 阿部千秋                             | モルラ ラストブシニャン                         | VOL. 2017-9  |
| 175  | 妖怪新シリーズ会議 〜100うぃす回目のプロポーズ〜暴け! USAピョンの秘密妖怪 スットン卿 | 6月16日        | 鴻野貴光   | 岩田義彦 須藤典彦 清水聡                | 岩田義彦     | 壽恵理子                             | スットン卿                                      | VOL. 2017-9  |
| 176  | 帰ってきたニャンパチ先生 部活編! 〜水泳部〜 * 妖怪水泳部 * 意外な理由 * ライバル校登場 * ライバル校との勝負 * 勇気を出して * 生まれ変わった水泳部イナホ 恋のキューピットになる妖怪 ごまスリー                                                           | 6月23日        | 大知慶一郎 | 本間修 宮崎なぎさ しぎのあきら          | 本間修       | 藤田正幸                             | ゲンマ将軍 ごまスリー                           | VOL. 2017-9  |
| 177  | オニスターズ全員集合! 〜工事現場編〜妖怪 ひまつ武士妖怪 しらんプリンコマさんタクシー 〜ジェリー〜 | 6月30日        | 山田由香   | 榎本明広 星野真                         | 仲野良       | 山縣研一 元廣和恵                    | ひまつ武士 しらんプリン                         | VOL. 2017-10 |
| 178  | 帰ってきたニャンパチ先生 部活編! 〜クイズ研究会〜 * 最強の部員たち * いつだってクイズ * 知力!妖力!時の運!争奪戦! 願いがかなう妖怪短冊妖怪 つぶや木 | 7月7日         | 鴻野貴光   | しぎのあきら 柳瀬雄之                   | しぎのあきら | 山内玲奈 浜田勝 アベ正己             | つぶや木 ツリート                               | VOL. 2017-10 |

放送休止
- 2016年12月2日の放送は『テレ東→六本木3丁目移転プロジェクト 特別企画「柔道グランドスラム東京2016」』のため休止。
- 2016年12月30日の放送は『洋上の激闘!!巨大マグロ戦争2016』のため休止。

特番編成
- 2016年12月16日の放送は『超豪華版妖怪ウォッチ映画第2弾地上波初放送! あの有名人がもんげーことに!2時間半スペシャルズラ!』として『映画 妖怪ウォッチ エンマ大王と5つの物語だニャン!』（後述）放送のため、レギュラー放送は休止。実写パート「それも妖怪のせい!? 実写ケータの熱い一日」のゲスト出演はユーチューバーのヒカル、アニマル浜口、浜口京子、遠藤憲一。
- 2017年1月6日の放送は『超豪華版妖怪ウォッチ トムニャンの知らない世界大公開スペシャルだニャン!』として放送時間を拡大（18:25 - 19:56）し、#151と#152の2話連続放送に加え、名作プレイバック放送として「妖怪にもお年玉」を放送。アニメはトムニャンのジャポン探訪『はじめてのお正月』→妖怪にもお年玉（再放送）→イナウサ妖怪ミステリーファイル1→お試し!妖怪バズーカ!→妖怪決めて魔王→コマさんコマじろうの日本全国もんげー旅 IN大阪→ふぶき姫とコマさんの順で放送。ただし、ウィスパーからの挑戦状は省かれている。翌日のBSジャパン放送分に関しては、名作プレイバックおよびランキング部分を省いた（通常の30分放送×2）#151と#152を60分スペシャル（6:30 - 7:30・通常の再放送は休止）として2本連続放送。

### 4thシーズン
| 話数 | サブタイトル | 放送日         | 脚本       | 絵コンテ                            | 演出         | 作画監督                   | きょうの妖怪大辞典 （太字は特に紹介された妖怪） | 収録DVD      |
| ---- | --- | -------------- | ---------- | ----------------------------------- | ------------ | -------------------------- | ----------------------------------------------- | ------------ |
| 179  | 大大大冒険! バスターズトレジャー!                                                                                                 | 2017年 7月14日 | 加藤陽一   | ウシロシンジ                        | 吉本毅       | 松坂定俊                   | トレジャーメダル                                | VOL. 2017-10 |
| 180  | バスターズトレジャー編 #2 しぶとい鍵穴とおいしい化石妖チューブで再生数バトルをしてみた!妖怪 D-レックス                            | 7月21日        | 大知慶一郎 | 吉田徹 榎本明広 清水聡              | 森田静二     | 関本美穂 日高真由美        | D-レックス                                      | VOL. 2017-10 |
| 181  | バスターズトレジャー編 #3 命をつなぐロープ妖怪 モ作ラストブシニャンのジャポンの歩き方「おにぎり」                                 | 7月28日        | 鴻野貴光   | 榎本明広 須藤典彦                   | 吉本毅       | 山崎愛                     | モ作                                            | VOL. 2017-11 |
| 182  | バスターズトレジャー編 #4 砂漠をホリホリ掘り放題!天狗たちの熾烈なる戦い!妖怪 ばたんQ                                              | 8月4日         | 山田由香   | 榎本明広 泉保良輔                   | 泉保良輔     | 阿部千秋                   | 烏天狗 ばたんQ                                  | VOL. 2017-11 |
| 183  | バスターズトレジャー編 #5 ゾン・ビー・C妖怪の盆踊りラストブシニャンのジャポンの歩き方「そば」                                     | 8月11日        | 高橋ナツコ | 榎本明広 柳瀬雄之 須藤典彦          | 岩田義彦     | 壽恵理子                   | ゾン・ビー・C                                   | VOL. 2017-11 |
| 184  | バスターズトレジャー編 #6 デカすぎしチェーンソードアンドロイド山田の夏休み妖怪 油すまし                                           | 8月18日        | 大知慶一郎 | 吉本毅 榎本明広 しぎのあきら        | 本間修       | 藤田正幸                   | 油すまし                                        | VOL. 2017-11 |
| 185  | バスターズトレジャー編 #7 すすり泣く黄金の棺妖怪クレクレパトラ 〜妖怪ウォッチクリスタルトレジャー〜                               | 8月25日        | 加藤陽一   | 榎本明広 須藤典彦                   | 吉本毅       | 横山隆                     | ネコ2世 ヤマトボケル                            | VOL. 2017-12 |
| 186  | バスターズトレジャー編 #8 ネコ2世とピアノの旋律妖怪 ガランドゥオロチVSメカオロチラストブシニャンのジャポンの歩き方「忍者」        | 9月1日         | 鴻野貴光   | 榎本明広 清水聡 須藤典彦            | しぎのあきら | 山内玲奈 浜田勝 アベ正己   | ガランドゥ ヒカリオロチ 影オロチ メカオロチ     | VOL. 2017-12 |
| 187  | バスターズトレジャー編 #9 ゾン・ビー・CVSネコ2世!?妖怪 ゴージャス大使百鬼姫のお忍び☆百鬼夜行                                      | 9月8日         | 山田由香   | 須藤典彦 本間修 清水聡              | 森田静二     | 関本美穂 山内亜紀          | ゴージャス大使 百鬼姫                           | VOL. 2017-12 |
| 188  | オニスターズ全員集合! 〜雪山編〜妖怪 黄ばんドールおそるべき三者面談!                                                              | 9月15日        | 高橋ナツコ | 榎本明広 須藤典彦                   | 仲野良       | 山縣研一 山内亜紀          | 黄ばんドール                                    | VOL. 2017-12 |
| 189  | バスターズトレジャー編 #10 奇跡のオタカラダラケ遺跡妖怪 ドジラ妖怪 ブルックりん                                                   | 9月22日        | 高橋ナツコ | 吉田徹 吉本毅 宮崎なぎさ            | 吉本毅       | 松坂定俊                   | ドジラ ブルックりん                             | VOL. 2017-13 |
| 190  | バスターズトレジャー編 #11 ねらわれしネコ2世イナホの妖怪大運動会妖怪 センポクカンポク                                             | 9月29日        | 大知慶一郎 | 泉保良輔 清水聡 しぎのあきら        | 泉保良輔     | 阿部千秋                   | センポクカンポク                                | VOL. 2017-13 |
| 191  | バスターズトレジャー編 #12 モリモリソフトクリ遺跡妖怪 ひとりよがりオロチと子狸                                                    | 10月6日        | 鴻野貴光   | 榎本明広 岩田義彦 宮崎なぎさ        | 岩田義彦     | 壽恵理子                   | ひとりよがり                                    | VOL. 2017-13 |
| 192  | バスターズトレジャー編 #13 ヨコドリ団 トロッコバトル!妖怪 ヤマトボケル妖怪 だるまっちょラストブシニャンのジャポンの歩き方「スシ」 | 10月13日       | 山田由香   | 榎本明広 本間修 宮崎なぎさ 須藤典彦 | 本間修       | 藤田正幸                   | だるまっちょ                                    | VOL. 2017-13 |
| 193  | バスターズトレジャー編 #14 ハロウィンガブガブ遺跡トムニャンのトリック・オア・トリックだミャウ!                                    | 10月20日       | 加藤陽一   | しぎのあきら                        | しぎのあきら | 浜田勝 アベ正己            | キズナメコ                                      | VOL. 2018-1  |
| 194  | エンマ大王の妖怪ハロウィンだニャン!                                                                                               | 10月27日       | 加藤陽一   | 富田浩章                            | 吉本毅       | 山崎愛                     | -                                               | VOL. 2018-1  |
| 195  | バスターズトレジャー編 #15 インディVSハイテクラストブシニャンの文化の日妖怪 乙姫                                                  | 11月3日        | 大知慶一郎 | 榎本明広 須藤典彦 藤本雄一朗        | 森田静二     | 関本美穂 兼子秀敬 山内亜紀 | 乙姫                                            | VOL. 2018-1  |
| 196  | バスターズトレジャー編 #16 美しきイケメーン遺跡妖怪 さきのばし妖怪 ナルシス2世                                                    | 11月10日       | 高橋ナツコ | 吉本毅 榎本明広                     | 高橋知也     | 山縣研一                   | さきのばし ナルシス2世                          | VOL. 2018-1  |
| 197  | バスターズトレジャー編 #17 お年寄りはたいせつに妖怪 なみガッパ妖怪 ヨロイさんとカブトさん                                         | 11月17日       | 鴻野貴光   | 吉田徹 泉保良輔 藤本雄一朗          | 泉保良輔     | 阿部千秋                   | なみガッパ ヨロイさん カブトさん                | VOL. 2018-2  |
| 198  | バスターズトレジャー編 #18 イッカーダ遺跡の川くだりレース!妖怪 どっちつかず妖怪大合戦 土蜘蛛VS大ガマ 一回戦                       | 11月24日       | 山田由香   | 榎本明広 久慈悟郎 須藤典彦          | 大賀まこと   | 横山隆                     | どっちつかず 百々目鬼 激ドラゴン から傘魔人     | VOL. 2018-2  |
| 199  | バスターズトレジャー編 #19 アレ・バッチーノふたたび!バスターズトレジャー編 #20 ネコ2世の秘密                                      | 12月1日        | 大知慶一郎 | 榎本明広 須藤典彦                   | 岩田義彦     | 壽恵理子 横山友紀          | ザッパドキア マドモアイゼル                     | VOL. 2018-2  |
| 200  | 空飛ぶコマさんともしも世界の大冒険ズラ!バスターズトレジャー編 #21 メリークルシミマス遺跡                                          | 12月8日        | 加藤陽一   | 須藤典彦 宮崎なぎさ                 | 本間修       | 藤田正幸                   | フユニャン                                      | VOL. 2018-2  |
| 201  | 妖怪 オトナカイ妖怪 ジャンクコシノ                                                                                                | 12月22日       | 加藤陽一   | 須藤典彦                            | しぎのあきら | アベ正己 浜田勝            | オトナカイ ジャンクコシノ                       | VOL. 2018-3  |
| 202  | 戌年ハッピイヌーイヤー!しゅらコマあらわる!じんめん犬のペットショップバスターズトレジャー編 #22 ハッピイヌー遺跡                   | 2018年 1月5日  | 鴻野貴光   | 吉本毅 しぎのあきら                 | 吉本毅       | 松坂定俊                   | しゅらコマ                                      | VOL. 2018-3  |
| 203  | バスターズトレジャー編 #23 命がけの○×クイズ!妖怪大合戦 土蜘蛛VS大ガマ 二回戦妖怪 チクチクウニ                                     | 1月12日        | 高橋ナツコ | 岩田義彦 本間修 須藤典彦            | 高橋知也     | 山崎愛                     | チクチクウニ                                    | VOL. 2018-3  |
| 204  | バスターズトレジャー編 #24 恐怖のしりとり妖怪 鬼食い百鬼姫のお見合い大作戦                                                        | 1月19日        | 山田由香   | 吉田徹 仲野良 宮崎なぎさ            | 森田静二     | 関本美穂 兼子秀敬          | ロゼッタストーン 鬼食い                         | VOL. 2018-3  |
| 205  | バスターズトレジャー編 #25 沈黙の戦い妖怪 シメッポイーナフミちゃんとおそうじ                                                      | 1月26日        | 鴻野貴光   | 榎本明広 仲野良 高橋知也            | 日下直義     | 佐々木萌 勝亦祥視          | シメッポイーナ                                  | VOL. 2018-4  |
| 206  | バスターズトレジャー編 #26 最後の秘宝メダル!妖怪 カゲロー妖怪 ふじみ御前                                                          | 2月2日         | 大知慶一郎 | 岩田義彦 泉保良輔 森田静二          | 泉保良輔     | 阿部千秋                   | ドエスカリバー カゲロー                         | VOL. 2018-4  |
| 207  | バスターズトレジャー編 #27 大復活!ヨーデルセン!バレンタインをスルーせよ!                                                          | 2月9日         | 加藤陽一   | 榎本明広 仲野良                     | 久慈悟郎     | 山縣研一                   | ヨーデルセン                                    | VOL. 2018-4  |
| 208  | バスターズトレジャー編 #28 最後の大大大決戦!開幕!ハライタフェス!                                                                  | 2月16日        | 加藤陽一   | 吉田徹 榎本明広                     | 岩田義彦     | 壽恵理子 横山友紀          | ブルファント                                    | VOL. 2018-4  |
| 209  | 妖怪 やまタン妖怪 ヨッチャ〜妖怪大合戦 土蜘蛛VS大ガマ 三回戦                                                                      | 2月23日        | 鴻野貴光   | しぎのあきら 本間修 須藤典彦        | 本間修       | 藤田正幸                   | やまタン ヨッチャ〜 大ガマ 土蜘蛛               | VOL. 2018-5  |
| 210  | 妖怪 リアクション大王恐怖の貯金箱みんなで仲良くひなまつり                                                                         | 3月2日         | 山田由香   | しぎのあきら 榎本明広 清水聡        | 大賀まこと   | 松坂定俊                   | リアクション大王                                | VOL. 2018-5  |
| 211  | バスターズトレジャー番外編 シンディの大大大冒険!100年に一度のホワイトデー妖怪 草くいおとこ                                        | 3月9日         | 高橋ナツコ | 榎本明広 久慈悟郎                   | 高橋知也     | 山崎愛                     | スノーラビィ 草くいおとこ                       | VOL. 2018-5  |
| 212  | 妖怪大合戦 土蜘蛛VS大ガマ 四回戦妖怪 激辛ボーイコマさんバス                                                                       | 3月16日        | 大知慶一郎 | 矢野博之                            | 森田静二     | 関本美穂 兼子秀敬          | 激辛ボーイ                                      | VOL. 2018-6  |
| 213  | コマさんコマじろうの日本全国もんげー旅 IN岡山最強!?ロボウィスパー誕生!妖怪 やまと                                                 | 3月23日        | 加藤陽一   | 宮崎なぎさ 中川聡                   | しぎのあきら | アベ正己 山内玲奈 西村幸恵 | やまと                                          | VOL. 2018-6  |
| 214  | 妖怪のいる街 | 3月30日        | 加藤陽一   | 深沢幸司                            | 泉保良輔     | 阿部千秋                   | -                                               | VOL. 2018-6  |

放送休止
- 2017年12月29日は「所さんの学校では教えてくれないそこんトコロ! 秘境駅も開かずの金庫も人気企画勢ぞろい!4時間超えSP」放送のため休止。

特番編成
- 2017年12月15日の放送は、翌日より公開の『「映画妖怪ウォッチ シャドウサイド 鬼王の復活」最新情報大公開スペシャル!〜見よ!これが新たな妖怪ウォッチの世界だ!!〜』放送のためレギュラー放送は休止。翌日朝のBSジャパン放送分も同番組を放送。

### ミニシリーズ一覧
| タイトル                                                  | 放映話数                                                                                        | 主役                                                                       |
| --------------------------------------------------------- | ----------------------------------------------------------------------------------------------- | -------------------------------------------------------------------------- |
| じんめん犬                                                | 3〜8                                                                                            | じんめん犬                                                                 |
| コマさん                                                  | 9〜16                                                                                           | コマさん、コマじろう                                                       |
| じんめん犬シーズン2 犬脱走                                | 12〜17                                                                                          | じんめん犬                                                                 |
| 田舎者はバラ色に                                          | 17〜20                                                                                          | コマさん                                                                   |
| キュウビのキュンキュン大作戦                              | 18、19                                                                                          | キュウビ                                                                   |
| 恋とポエムとコーヒーと                                    | 21〜24、26                                                                                      | コマさん                                                                   |
| 太陽にほえるズラ!                                         | 29、30、32〜37                                                                                  | コマさん、ウィスパー                                                       |
| 給食のグルメ                                              | 38〜41                                                                                          | ケータ                                                                     |
| 3年Y組ニャンパチ先生                                      | 第1期：44〜46、48、50 第2期：105〜112 ニャンパチ先生vsGTA：165 部活編!：170、171、173、176、178 | ニャンパチ先生(ジバニャン)                                                 |
| さすらいのオロチ                                          | 50〜53                                                                                          | オロチ                                                                     |
| 妖怪むかし話                                              | 54〜57                                                                                          | ケータ、コマさん                                                           |
| 金妖スペシャル!コマさん探検隊!                            | 58〜65                                                                                          | コマさん、コマじろう                                                       |
| ざしきわらし                                              | 66〜71                                                                                          | ざしきわらし                                                               |
| こわいライトゾーン                                        | 71、80、116                                                                                     | ケータ(71・116)、ジバニャン(80)                                            |
| コマさんといく                                            | 74〜76、79、80                                                                                  | コマさん                                                                   |
| イナホとUSAピョンのロケットチビチビクミタテール           | 78、80、83、85、87、88                                                                          | イナホ、USAピョン                                                          |
| コマさんタクシー                                          | 83、85、86、90、116、143、161、177、212                                                         | コマさん、コマじろう                                                       |
| イナウサ不思議探偵社                                      | ○○事件：88〜89、92〜95 VS怪盗コパン：96、97、99、101、102、104 調査ファイル：120〜129           | イナホ、USAピョン                                                          |
| 北斗の犬                                                  | 95〜97、99、101〜103                                                                            | コマシロウ(コマさん)、ウィスパー                                           |
| 魔の5年1組                                                | 105、106、108〜112、114、115、117、118                                                          | イナホ、USAピョン                                                          |
| 妖怪三国志                                                | 113〜118、120〜123                                                                              | ウィスパー孔明、ジバニャン劉備                                             |
| 妖怪お仕事シリーズ                                        | 116〜118、120〜124                                                                              | コマさん、コマじろう                                                       |
| アンドロイド山田                                          | 125〜129、131、132、184                                                                         | アンドロイド山田                                                           |
| コマリーヒルズ青春白書                                    | 133〜140                                                                                        | KKブラザーズ                                                               |
| イナホのカンガエルーひと                                  | 133、134、139                                                                                   | イナホ、USAピョン                                                          |
| 激写!不思議マガジン『ヌー』                               | 140〜142、144〜146                                                                              | イナホ、USAピョン                                                          |
| トムニャンのジャポン探訪                                  | 143、147、149、151、155                                                                         | トムニャン                                                                 |
| みんなが知りたい妖怪の疑問! オラたちが解決ズラ!スペシャル | 150、164                                                                                        | コマさん、コマじろう、ケータ、ウィスパー、ジバニャン、イナホ、USAピョン    |
| コマさんコマじろうの日本全国もんげー旅                    | 152〜160、162、213                                                                              | コマさん、コマじろう                                                       |
| イナウサ妖怪ミステリーファイル                            | 152、154、157、158、161、163                                                                    | イナホ、USAピョン                                                          |
| 黒い妖怪ウォッチ 〜導かれしクズたち〜                     | 156、158〜163                                                                                   | 黒いジバニャン、黒いコマさん、ケータ（クズ）／けむし男                     |
| 妖怪新シリーズ会議                                        | 165、167、169〜171、175                                                                         | ウィスパー、ジバニャン、コマさん、コマじろう、じんめん犬、アンドロイド山田 |
| オニスターズ全員集合!                                     | 166、169、170、172、174、177、188                                                               | 赤鬼、フウ2、ジバニャン、トムニャン、アンドロイド山田                      |
| 妖怪ウォッチ バスターズトレジャー                         | 179〜187、189〜193、195〜200、202〜208、211                                                     | インディ・J、Tジバニャン、Tコマさん                                        |
| ラストブシニャンのジャポンの歩き方                        | 181、183、186、192、195                                                                         | ラストブシニャン、トムニャン                                               |
| 妖怪大合戦 土蜘蛛VS大ガマ                                 | 198、203、209、212                                                                              | 土蜘蛛、大ガマ                                                             |

## ネット局
字幕放送はテレビ東京系列とキッズステーションのみ、データ放送はテレビ東京系列のみ。本放送の最終回直前の時点ではテレビ東京系列のほか、兵庫県（サンテレビ）と徳島県（四国放送（JRT））を除く府県を放送対象地域とする民放テレビ各局が番組購入（一部スポンサードネット）し放送されていたが、本放送終了前後に打ち切られる地域も出た。また、最終回まで放送後も『妖怪ウォッチ シャドウサイド』以降のシリーズをネットせずに終了した地域も複数存在する。

### 日本国内での放送

#### 地上波・BS・CS
最終回まで放送したネット局
前述した通り、テレビ東京系列とキッズステーションは字幕放送を実施。テレビ東京系列のみ連動データ放送も実施。太字は、本番組終了後も引き続き『妖怪ウォッチ シャドウサイド』をネットしていた放送局。
| 放送対象地域                                         | 放送局                                            | 放送期間 | 放送日時 | 系列                  | ネット状況 | 脚注                                                                  |
| ---------------------------------------------------- | ------------------------------------------------- | --- | --- | --------------------- | ---------- | --------------------------------------------------------------------- |
| 北海道 関東広域圏 愛知県 大阪府 岡山県 香川県 福岡県 | テレビ東京（TX）をはじめとするテレビ東京系列全6局 | 2014年1月8日 - 3月26日 2014年4月4日 - 2016年4月1日 2016年4月8日 - 7月1日 2016年7月8日 - 2018年3月30日                                                                            | 水曜 19:00 - 19:27 金曜 18:30 - 18:58 金曜 18:25 - 18:53 金曜 18:25 - 18:55                                                               | テレビ東京系列        | 同時ネット | [ 注 31 ] [ 注 32 ] [ 注 33 ] [ 注 34 ] [ 注 35 ] [ 注 36 ] [ 注 37 ] |
| 和歌山県                                             | テレビ和歌山（WTV）                               | 2014年1月23日 - 3月27日 2014年4月4日 - 2018年4月13日 | 木曜 7:30 - 8:00 金曜 17:30 - 18:00 | 独立局                | 遅れネット |                                                                       |
| 奈良県                                               | 奈良テレビ（TVN）                                 | 2014年4月4日 - 12月26日 2015年1月8日 - 2018年4月12日 | 金曜 7:30 - 7:59 木曜 17:29 - 17:58 | 独立局                | 遅れネット | [ 注 38 ]                                                             |
| 熊本県                                               | 熊本放送（RKK）                                   | 2014年4月6日 - 2017年5月7日 2017年5月14日 - 8月27日 2017年9月3日 - 2018年4月22日                                                                                                 | 日曜 5:30 - 6:00 日曜 5:30 - 6:30 日曜 5:30 - 6:00                                                                                        | TBS系列               | 遅れネット | [ 注 39 ] [ 注 40 ] [ 注 41 ]                                         |
| 山形県                                               | テレビユー山形（TUY）                             | 2014年4月20日 - 2017年4月2日 2017年4月16日 - 2018年8月19日 | 日曜 5:45 - 6:15 日曜 5:15 - 5:45 | TBS系列               | 遅れネット | [ 注 40 ]                                                             |
| 石川県                                               | 石川テレビ（ITC）                                 | 2014年6月1日 - 2018年10月28日 | 日曜 5:30 - 6:00 | フジテレビ系列        | 遅れネット | [ 注 42 ]                                                             |
| 滋賀県                                               | びわ湖放送（BBC）                                 | 2014年6月12日・6月19日 2014年7月3日 - 2015年3月26日 2015年4月2日 - 2016年3月24日 2016年4月7日 - 2018年4月19日                                                                    | 木曜 18:27 - 19:00 木曜 18:27 - 18:56 木曜 18:57 - 19:25 木曜 18:55 - 19:25                                                               | 独立局                | 遅れネット |                                                                       |
| 沖縄県                                               | 琉球放送（RBC）                                   | 2014年7月5日 - 2017年3月25日 2017年4月2日 - 2018年9月30日 | 土曜 5:30 - 6:00 日曜 5:45 - 6:15 | TBS系列               | 遅れネット | [ 注 40 ] [ 注 42 ]                                                   |
| 岩手県                                               | IBC岩手放送（IBC）                                | 2014年7月5日 - 2016年3月26日 2016年4月2日 - 2017年3月25日 2017年4月1日 - 2018年6月16日                                                                                           | 土曜 6:00 - 6:30 土曜 5:30 - 6:00 土曜 5:45 - 6:15                                                                                        | TBS系列               | 遅れネット | [ 注 43 ] [ 注 40 ]                                                   |
| 山梨県                                               | テレビ山梨（UTY）                                 | 2014年7月5日 - 2016年3月26日 2016年4月3日 - 2018年12月2日 | 土曜 6:00 - 6:30 日曜 5:30 - 6:00 | TBS系列               | 遅れネット | [ 注 40 ] [ 注 42 ]                                                   |
| 福島県                                               | 福島中央テレビ（FCT）                             | 2014年7月22日 - 8月19日 2014年9月7日 - 9月28日 2014年10月5日 - 2018年9月16日 | 火曜 9:30 - 10:30 日曜 6:15 - 6:45 日曜 6:30 - 7:00                                                                                       | 日本テレビ系列        | 遅れネット | [ 注 44 ] [ 注 45 ]                                                   |
| 岐阜県                                               | 岐阜放送（GBS）                                   | 2014年7月22日 - 7月25日 2014年7月28日 - 8月29日 2014年9月5日 - 2015年7月17日 2015年7月24日 - 2018年4月13日                                                                       | 月曜 - 金曜 9:30 - 9:59 月曜 - 金曜 11:00 - 11:30 金曜 17:30 - 17:59 金曜 17:30 - 18:00                                                   | 独立局                | 遅れネット |                                                                       |
| 愛媛県                                               | あいテレビ（ITV）                                 | 2014年7月22日 - 8月29日 2014年9月6日 - 2017年8月26日 2017年9月2日 - 2018年5月26日                                                                                                | 月曜 - 金曜 10:30 - 11:00 土曜 17:00 - 17:30 土曜 5:45 - 6:15                                                                             | TBS系列               | 遅れネット | [ 注 40 ] [ 注 42 ]                                                   |
| 大分県                                               | 大分放送（OBS）                                   | 2014年7月22日 - 8月26日 2014年9月7日 - 2018年12月9日 | 火曜 10:20 - 10:50 日曜 5:45 - 6:15 | TBS系列               | 遅れネット | [ 注 40 ] [ 注 42 ]                                                   |
| 長崎県                                               | 長崎放送（NBC）                                   | 2014年7月25日 - 2015年9月25日 2015年10月4日 - 2018年4月15日 | 金曜 15:00 - 15:30 日曜 10:30 - 11:00 | TBS系列               | 遅れネット | [ 注 46 ]                                                             |
| 長野県                                               | 信越放送（SBC）                                   | 2014年8月2日 - 2016年3月26日 2016年4月2日 - 2017年4月1日 2017年4月15日 - 2017年6月3日 2017年6月11日 - 2018年12月9日                                                              | 土曜 6:00 - 6:30 土曜 6:30 - 7:00 土曜 5:45 - 6:15 日曜 6:15 - 6:45                                                                       | TBS系列               | 遅れネット | [ 注 40 ]                                                             |
| 青森県                                               | 青森テレビ（ATV）                                 | 2014年8月2日 - 2015年3月28日 2015年4月4日 - 2016年9月24日 2016年10月2日 - 2018年11月18日                                                                                         | 土曜 6:00 - 6:30 土曜 9:30 - 10:00 日曜 5:45 - 6:15                                                                                       | TBS系列               | 遅れネット | [ 注 40 ] [ 注 42 ]                                                   |
| 島根県・鳥取県                                       | 山陰中央テレビ（TSK）                             | 2014年8月5日 - 2018年5月1日 | 火曜 16:20 - 16:50 | フジテレビ系列        | 遅れネット | [ 注 47 ]                                                             |
| 鹿児島県                                             | 鹿児島テレビ（KTS）                               | 2014年8月7日 - 2015年4月2日 2015年4月11日 - 2017年9月30日 2017年10月7日 - 2018年10月6日                                                                                          | 木曜 15:30 - 16:00 土曜 16:55 - 17:25 土曜 17:00 - 17:30                                                                                  | フジテレビ系列        | 遅れネット | [ 注 48 ] [ 注 42 ]                                                   |
| 秋田県                                               | 秋田放送（ABS）                                   | 2014年10月3日 - 2018年12月7日 | 金曜 10:55 - 11:25 | 日本テレビ系列        | 遅れネット | [ 注 49 ]                                                             |
| 三重県                                               | 三重テレビ（MTV）                                 | 2014年10月3日 - 2018年11月30日 | 金曜 17:00 - 17:30 | 独立局                | 遅れネット |                                                                       |
| 福井県                                               | 福井テレビ（FTB）                                 | 2014年10月5日 - 2016年3月27日 2016年4月3日 - 2017年3月25日 2017年4月1日 - 2019年1月5日                                                                                           | 日曜 6:30 - 7:00 日曜 9:30 - 9:56 土曜 10:40 - 11:10                                                                                      | フジテレビ系列        | 遅れネット |                                                                       |
| 富山県                                               | 富山テレビ（BBT）                                 | 2014年10月11日 - 2018年12月29日 | 土曜 5:25 - 5:55 | フジテレビ系列        | 遅れネット | [ 注 42 ]                                                             |
| 山口県                                               | テレビ山口（tys）                                 | 2015年3月1日 - 2019年5月12日 | 日曜 5:30 - 6:00 | TBS系列               | 遅れネット | [ 注 50 ] [ 注 40 ] [ 注 51 ]                                         |
| 高知県                                               | 高知さんさんテレビ（KSS）                         | 2015年4月2日 - 10月1日 2015年10月5日 - 2016年1月8日 2016年1月12日 - 3月29日 2016年4月5日 - 9月20日 2016年10月4日 - 12月20日 2017年1月10日 - 3月28日 2017年4月2日 - 2018年5月20日 | 木曜 16:20 - 16:50 月曜 - 金曜 16:20 - 16:50 火曜 16:20 - 16:50 火曜 15:20 - 15:50 火曜 15:25 - 15:55 火曜 16:20 - 16:50 日曜 5:00 - 5:30 | フジテレビ系列        | 遅れネット | [ 注 52 ]                                                             |
| 京都府                                               | KBS京都（KBS）                                    | 2015年10月5日 - 2018年6月25日 | 月曜 19:00 - 19:30 | 独立局                | 遅れネット | [ 注 53 ]                                                             |
| 日本全域                                             | BSジャパン                                        | 2014年1月11日 - 2018年3月31日 | 土曜 7:00 - 7:30 | テレビ東京系列 BS放送 | 遅れネット | [ 注 54 ] [ 注 55 ] [ 注 33 ] [ 注 56 ] [ 注 35 ] [ 注 57 ] [ 注 58 ] |
| 日本全域                                             | AT-X                                              | 2014年1月19日 - 3月30日 2014年4月6日 - 10月26日 2014年11月2日 - 2015年3月29日 2015年4月7日 - 2017年6月27日 2017年7月4日 - 2018年4月10日                                          | 日曜 18:00 - 18:30 日曜 18:00 - 18:25 日曜 18:00 - 18:24 火曜 22:30 - 23:00 火曜 19:30 - 20:00                                            | CS放送                | 遅れネット | [ 注 59 ]                                                             |
| 日本全域                                             | キッズステーション                                | 2014年4月5日 - 6月7日 2014年6月14日 - 2018年6月30日 | 土曜 17:30 - 17:58 土曜 17:00 - 17:58 | CS放送                | 遅れネット | [ 注 60 ] [ 注 61 ] [ 注 62 ]                                         |

途中打ち切りのネット局
いずれの局も遅れネットおよび字幕放送・連動データ放送は非対応、『シャドウサイド』以降のシリーズは未放送。
| 放送対象地域 | 放送局                   | 放送期間                                                                            | 放送日時                                                      | 系列           | 脚注    |
| ------------ | ------------------------ | ----------------------------------------------------------------------------------- | ------------------------------------------------------------- | -------------- | ------- |
| 佐賀県       | サガテレビ（STS）        | 2015年3月23日 - 3月27日 2015年4月3日 - 2016年3月25日 2016年4月10日 - 10月9日        | 月曜 - 金曜 10:45 - 11:15 金曜 15:55 - 16:25 日曜 5:30 - 6:00 | フジテレビ系列 | [注 63] |
| 新潟県       | 新潟テレビ21（UX）       | 2014年8月3日 - 2018年3月25日                                                        | 日曜 5:20 - 5:50                                              | テレビ朝日系列 | [注 64] |
| 宮崎県       | 宮崎放送（MRT）          | 2014年7月4日 - 10月3日 2014年10月7日 - 2015年3月31日 2015年4月4日 - 2018年3月31日   | 金曜 15:30 - 16:00 火曜 15:30 - 16:00 土曜 11:00 - 11:30      | TBS系列        | [注 65] |
| 宮城県       | 仙台放送（OX）           | 2014年2月9日 - 10月12日 2014年10月20日 - 2016年3月28日 2016年4月3日 - 2018年4月15日 | 日曜 5:30 - 6:00 月曜 16:20 - 16:50 日曜 5:30 - 6:00          | フジテレビ系列 | [注 66] |
| 静岡県       | テレビ静岡（SUT）        | 2014年6月22日 - 2018年4月15日                                                       | 日曜 5:30 - 6:00                                              | フジテレビ系列 | [注 67] |
| 広島県       | 広島ホームテレビ（HOME） | 2014年3月29日 - 2018年3月31日 2018年4月8日 - 4月29日                                | 土曜 6:30 - 7:00 日曜 5:50 - 6:20                             | テレビ朝日系列 | [注 68] |

#### ネット配信
| 配信サイト                                       | 配信期間                                                                         | 配信時間                                        | 備考                                                                                                 |
| ------------------------------------------------ | -------------------------------------------------------------------------------- | ----------------------------------------------- | --- |
| バンダイチャンネル                               | 2014年1月9日 - 3月27日 2014年4月5日 - 2015年5月29日 2015年6月12日 - 2018年4月6日 | 木曜 12:00 更新 土曜 12:00 更新 金曜 12:00 更新 | 2014年1月から2015年5月までは地上波の翌日配信だったが、 2015年6月からは週遅れ配信に変更された。       |
| ニコニコチャンネル                               | 2014年1月9日 - 3月27日 2014年4月5日 - 2015年5月29日 2015年6月12日 - 2018年4月6日 | 木曜 12:00 更新 土曜 12:00 更新 金曜 12:00 更新 | 2014年1月から2015年5月までは地上波の翌日配信だったが、 2015年6月からは週遅れ配信に変更された。       |
| GYAO!                                            | 2014年1月16日 - 3月27日 2014年4月5日 - 2015年 2015年 -                           | 木曜 12:00 更新 土曜 12:00 更新 金曜 12:00 更新 | |
| dアニメストア                                    | 2014年6月6日 - 2018年4月6日                                                      | 金曜 12:00 更新                                 | 第1話 - 第20話まで一挙配信 第21話以降は毎週金曜の同時刻に最新話を更新                                |
| 妖怪ウォッチ公式チャンネル 「妖Tube」（YouTube） | 2016年7月6日 - 2018年4月13日                                                     | 金曜更新                                        | 第1話は常時配信、見逃し配信は前週放送分を金曜に配信。 アニメ以外のグッズ情報なども月曜と水曜に配信。 |
| 妖怪ウォッチ公式チャンネル 「妖Tube」（YouTube） | 2022年3月26日 - 2023年3月31日 2023年9月25日 - 2025年4月26日                      | 毎日更新 月・水・土曜更新                       | 1エピソードずつ常時配信。                                                                            |

### 日本国外での放送
| 放送対象地域 | 放送局          | 放送期間                                                                                     | 放送日時                                                                                  | 系列                                            |
| ------------ | --------------- | -------------------------------------------------------------------------------------------- | ----------------------------------------------------------------------------------------- | ----------------------------------------------- |
| 韓国全域     | トゥーニバース  | 2014年10月28日 -                                                                             | 火曜 19:00 - 19:30                                                                        | CS放送 インターネットテレビ ケーブルテレビ      |
| 香港         | 無綫電視 翡翠台 | 2015年5月3日 - 2016年2月28日 2016年6月19日 - 2018年10月21日                                  | 日曜 10:00 - 11:00（GMT+8）（第1-76話 2話連続） 日曜 10:00 - 10:30（GMT+8）（第77-169話） | 地上デジタルテレビ放送（HD） アナログ放送（SD） |
| 香港         | アニマックス    | 2019年4月24日 - 6月26日                                                                      | 月曜 - 金曜 18:00 - 18:30（GMT+8）（第170-214話）                                         | BSデジタル放送                                  |
| 台湾         | 東森幼幼台      | 2015年5月9日 - 5月16日 2015年5月17日 - 2018年                                                | 土曜・日曜 19:00 - 19:30（GMT+8） 日曜 19:00 - 19:30                                      | ハイビジョン放送（HD）                          |
| 台湾         | 華視            | 2016年1月23日 - 2017年1月7日 2017年3月4日 - 2018年2月17日                                    | 土曜 17:00 - 17:30（GMT+8）（第1-49話） 土曜 17:27 - 17:57（GMT+8）（第50-117話）         | 地上デジタルテレビ放送（HD）                    |
| 台湾         | アニマックス    | 2019年5月26日 - 7月12日                                                                      | 毎日 18:30 - 19:00（GMT+8） 月曜 - 金曜 16:30 - 17:00（GMT+8）（第170-214話）             | BSデジタル放送                                  |
| アメリカ     | ディズニーXD    | 2015年10月5日 - 10月9日 2015年10月12日 - 2016年3月4日 2016年8月1日 - 8月12日 2016年8月27日 - | 月曜 - 金曜 17:00 - 17:30 月曜 17:00 - 17:30 月曜 - 金曜 12:00 - 12:30 土曜 9:30 - 10:00  |                                                 |

## DVD-BOX
KADOKAWA（メディアファクトリー）より販売されている。
| 巻 | 発売日         | 収録話            | 規格品番   | 初回特典                                                        |
| -- | -------------- | ----------------- | ---------- | --------------------------------------------------------------- |
| 1  | 2014年10月29日 | 第1話 - 第21話    | ZMSZ-9711  | 「妖怪ウォッチ とりつきカードバトル」スタートパック             |
| 2  | 2015年3月25日  | 第22話 - 第41話   | ZMSZ-9712  | オリジナルデータカードダス6枚セット ジバニャン ラバーストラップ |
| 3  | 2015年9月25日  | 第42話 - 第62話   | ZMSZ-9713  | ジバニャンポケットポーチ                                        |
| 4  | 2015年12月18日 | 第63話 - 第82話   | ZMSZ-10284 | ジバニャン&USAピョン ネックウォーマー                           |
| 5  | 2016年10月26日 | 第83話 - 第102話  | ZMSZ-10825 | コマさんのラバースタンドズラ                                    |
| 6  | 2016年11月25日 | 第103話 - 第121話 | ZMSZ-10826 | にぎって♥ウィスパー                                             |
| 7  | 2017年3月24日  | 第122話 - 第141話 | ZMSZ-10977 | おやすみ♪ウィスパー マグネット                                  |
| 8  | 2017年10月25日 | 第142話 - 第161話 | ZMSZ-11748 | ふーちゃん・つーちゃん 応援タオル                               |

## 劇場版
初期3部作が制作され、全作品が年末年始〜冬（12月 - 2月）の興行作品として上映された。例年、夏（6月ごろ）に最新作の概要が公開され、最新情報がテレビアニメ版『妖怪ウォッチ』枠を中心に適宜公開されていた。
- 『映画 妖怪ウォッチ 誕生の秘密だニャン!』（2014年）
- 『映画 妖怪ウォッチ エンマ大王と5つの物語だニャン!』（2015年）
- 『映画 妖怪ウォッチ 空飛ぶクジラとダブル世界の大冒険だニャン!』（2016年）

この他、2021年に『妖怪ウォッチ♪』の劇場版として、本作の第1話・第25話を使用した『映画 妖怪ウォッチ♪ ケータとオレっちの出会い編だニャン♪ワ、ワタクシも〜♪♪』が公開された。

## プラネタリウム
- 『妖怪ウォッチ プラネタリウムは星と妖怪がいっぱい!』
2016年より上映。コニカミノルタプラネタリウム製作のプラネタリウム番組。上映時間28分。全天周CG＋フルアニメーション[12]。

## 評判
最初期の主題歌である「ゲラゲラポーのうた」（キング・クリームソーダ）、「ようかい体操第一」「ダン・ダン ドゥビ・ズバー!」（Dream5）は、キャッチーなリズムと独特の振り付けが人気となり、社会現象になるほどの大ヒットとなった。中国新聞の子育て相談コーナーでは、子供が注意を受けると「妖怪のせい」と言い返すという母親の悩みの投書が寄せられ、「ようかい体操第一」の「妖怪のせい」という歌詞のためだとされている。
水曜19:00から金曜18:30に移動した2014年4月期も、平均世帯視聴率は5.4%と人気を維持した。
2014年度アニメ流行語大賞において、コマさんの口癖「もんげー」で銀賞（第2位）、初代ED「ようかい体操第一」の歌詞の一節「妖怪のせいなのね」で銅賞（第3位）をそれぞれ受賞した。Yahoo!検索大賞ではアニメ部門賞を受賞。
2015年、第9回声優アワードでシナジー賞、東京アニメアワード2015でテレビ部門優秀賞を受賞。

## 放送トラブル
2014年10月10日に放送された第39話については、地上波放送後にAT-Xでの放送およびバンダイチャンネルを始めとするネット配信が休止された。この回ではパロディネタが多数使われており、インターネット上ではこれが休止の原因ではないかと噂されていたが、テレビ東京社長の髙橋雄一は同月30日に開かれた定例会見でこの噂を否定しながらも「われわれの都合によるもので、大きなトラブルではない。今流すのは控えた方がいいという判断だ。理由については何とも申し上げにくい」と説明、放送再開時期は未定としていた。その後、ニコニコチャンネル・テレビドガッチ・Huluにて同年12月24日にネット配信が開始され、「妖怪U.S.O.」のみテレビ東京版（テレビ放映版）ではなく、OLMによって一部シーンの差し替えが行われた。DVD版、キッズステーションでも同様の措置が取られている。ただし2016年9月10日に、アメリカでの英語吹き替えにおけるディズニーXDで放送された第39話には「妖怪U.S.O.」のみテレビ東京版（テレビ放映版）であるため、そのままパロディネタを多数使用している。

## パロディ
アニメ版の妖怪ウォッチでは、親世代に向けた（逆に言えば子供には元ネタが理解できないような）、懐かしの映画やキャラクターなどのパロディが多く含まれている。一方で、妖怪ウォッチ自体がパロディにされている例も、以下のようなものがある。
- ムダヅモ無き改革（漫画） - ネオ中華ソビエト共和国に所属するレーニンがジバニャンに似た顔になっており「オレっち共産主義妖怪『レーニャン』だニャン!」と発言する場面がある。
- DD北斗の拳2（テレビ東京） - 「ジバイセキニャン」という、ジバニャンそっくりのキャラクターが登場する。『DD北斗の拳2』放映当時、ノース・スターズ・ピクチャーズ公認で[注 70]、「北斗の犬」というタイトルで公式パロディのショートアニメを放送していた。逆に北斗の犬に対してのセリフなどが劇中であったりもしている。さらにジバイセキニャンというキャラクターも登場させている。
- 映っちゃった映像GP・やっちまったtv（フジテレビ） - ナレーションをケータ役の戸松遥が担当しているため、ナレーションがケータ風である他、アニメ内のセリフのパロディも多数登場する。
- 地獄先生ぬ〜べ〜 - ドラマ版において主人公のぬ〜べ〜こと鵺野鳴介（演：丸山隆平）が「妖怪の仕業」と言った際に生徒の1人が『妖怪ウォッチ』のサーチの真似をしたり、第2話でぬ〜べ〜の部屋にやってきた妖怪たちが「ゲラゲラポーのうた」を歌っている。また、原作漫画の続編の『NEO』には「もののけクロック」というパロディが登場している。
- でんぢゃらすじーさん邪→なんと!でんぢゃらすじーさん（漫画） - 2014年より不定期に『妖怪ウォッチ』のパロディを盛り込んだエピソードが掲載されている。
- うわっ!ダマされた大賞（日本テレビ） - 2014年の年末放送回で出川哲朗がドッキリで「デガニャン」というジバニャンのコスプレを行った（なお、このとき脅かした相手は上記のぬ〜べ〜役の丸山）。
- 新ウルトラマン列伝（テレビ東京） - 第90話でイカルス星人（SD）（声はウィスパー役の関智一が担当）が「イカルスパッド」なるパッド型コンピューターを使用し怪獣などの紹介を行い、その中で「怪獣のせいなのね」と漏らしていた。
- 手裏剣戦隊ニンニンジャー（テレビ朝日） - 第7話と第8話に登場した妖怪ネコマタは腕時計を媒体に誕生しており、ウィスパー役の関智一が声を担当している。デザインもリアル化したジバニャンといった感じでニンニンジャーの怪人デザイナーであるK-SuKeも「妖怪のせい」とジバニャンをモチーフにしたことを認めるような発言を取っており、作中でも「ウーッス!」「ズビズバー!」「ゲーラゲラゲラ」「ポーッ!」といった口癖や「全部妖怪のせいでした〜!」といった断末魔の台詞など、ウィスパーの口癖や妖怪ウォッチシリーズの曲を彷彿とさせる台詞を言ったりトラックに攻撃を仕掛けるなど妖怪ウォッチを意識した行動を見せる。さらに第26話には「はとこの友達の兄にあたる関係」を自負する妖怪マタネコが登場（声も同じだが誕生に使われた媒体はストップウォッチ）。一人称が「オレっち」だったり巨大化時の台詞がウィスパーを彷彿とさせるなど、こちらも『妖怪ウォッチ』のパロディが多数盛り込まれている。
- 勇者ヨシヒコと導かれし七人（テレビ東京） - 第11話にキラーキャット役としてジバニャンが登場した[22]。撮影には市販のぬいぐるみが使われ（ただしCGでひゃくれつ肉球などのエフェクトは入る）、声もジバニャン役の小桜エツコが担当。
- 干物妹!うまるちゃん（漫画） - 第72話およびアニメ版第2期である『干物妹！うまるちゃんR』（BS11他）第3話にて「もぐもぐウォッチング」および「もぐもぐウォッチング2」というゲームが登場。
- カードファイト!! ヴァンガード 新右衛門編（テレビ東京） - 前日公開の映画『映画 妖怪学園Y 猫はHEROになれるか』の宣伝も兼ねて2019年12月14日放送の第17話次回予告ナレーションにジバニャン本人が登場。『ヴァンガード』の主人公・新田新右衛門と共演して「タイトルもニャンガードにしよう！」とやり取りを繰り広げた。また、第18話（2019年12月21日）でもアイドル高蔵寺ヒトミのファンとしてケータと共にモブキャラクターとして出演しており、エンディングでクレジットされていた。なおケータ役の戸松は後に美島ユキ役で同作に出演している。